# Roaring Twenties

O Arco do Triunfo em Paris, em 1924.

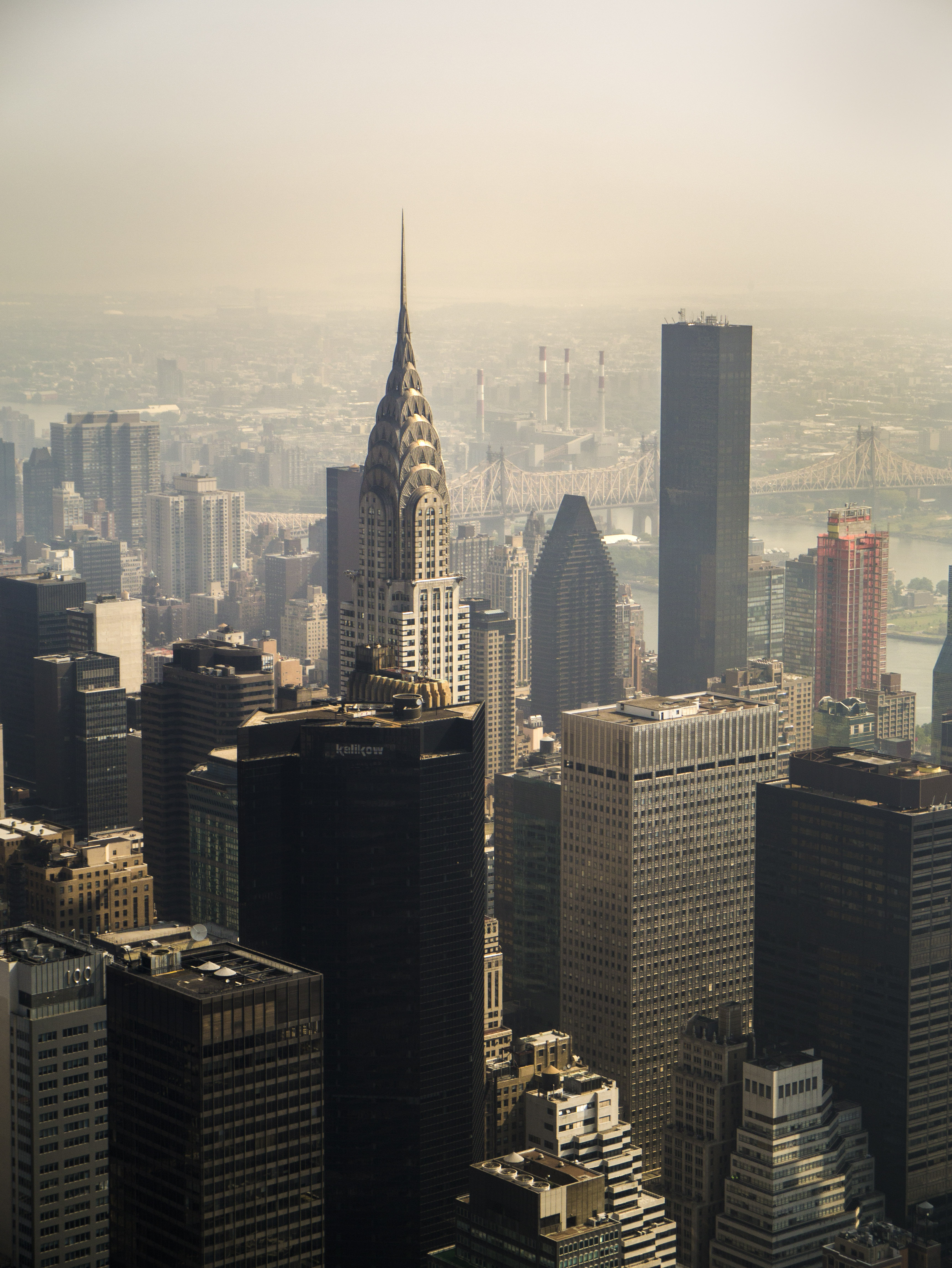
O Chrysler Building (centro), em Nova York, foi o auge da onda arquitetônica art déco que chegou aos Estados Unidos vinda da Europa. Na imagem, o edifício em 1983.

Roaring Twenties (em português:  Loucos Anos Vinte ou Felizes Anos Vinte - tradução livre) é um termo às vezes usado para se referir à década de 1920 como um período de efervescência cultural em Nova York, Chicago, Paris, Berlim, Londres e em muitas outras grandes cidades,.durante uma época de sustentada prosperidade econômica. Os falantes do francês chamavam o período de "années folles" (em português:  Loucos Anos), enfatizando o dinamismo social, artístico e cultural da época. "O retorno à normalidade" chega à política em substituição ao patriotismo hiper-emocional durante a Primeira Guerra Mundial, a música jazz floresce, as melindrosas redefinem a feminilidade moderna e a art déco chega. Economicamente, o período é marcado pela difusão em larga escala do uso de automóveis, telefones, filmes e energia elétrica, um crescimento industrial sem precedentes, um aumento acelerado da demanda dos consumidores e mudanças significativas no estilo de vida e na cultura da época. Os meios de comunicação focavam-se em celebridades, especialmente em heróis dos esportes e estrelas do cinema, enquanto cidades enraizadas pelas suas equipes locais enchiam os novos cinemas palacianos e estádios gigantescos. Na maioria dos principais países ocidentais mulheres recebiam o direito de votar pela primeira vez. Em 1929, a Quinta-Feira Negra encerra o período, enquanto a Grande Depressão espalha-se pelo mundo, trazendo anos de  sofrimento para a população.
Os movimentos sociais e culturais conhecidos como os Roaring Twenties começaram nos principais centros metropolitanos, especialmente
Chicago, Nova Orleans, Los Angeles, Nova York, Filadélfia, Paris e Londres, e então se espalhou ferozmente por uma década após a Primeira Guerra Mundial. Por volta da segunda metade do período, a prosperidade era generalizada e a época mais tarde tornou-se conhecida como os "Anos Vinte Dourados" (em inglês:  Golden Twenties).
O espírito dos Roaring Twenties era marcado por um sentimento geral de descontinuidade associado com a modernidade e com uma ruptura com as antigas tradições. Tudo parecia ser viável através da tecnologia moderna. Novas possibilidades tecnológicas, especialmente os automóveis, as imagens em movimento e o rádio proliferaram a "modernidade" para uma grande parte da população. Os antigos ares formais e decorativos foram derrubados em favor da praticidade, tanto na vida diária quanto na arquitetura. Ao mesmo tempo, o jazz e danças em geral tornaram-se populares, em oposição ao estado de espírito do fantasma da Primeira Guerra Mundial. Como tal, o período também é muitas vezes referido como a Era do Jazz.

## Economia
Roaring Twenties foi uma década de crescimento econômico e prosperidade generalizada, impulsionada pela recuperação da devastação em tempos de guerra e gastos diferidos, um boom de construção e o rápido crescimento de bens de consumo como automóveis e eletricidade na América do Norte e Europa Ocidental e alguns outros países desenvolvidos como a Austrália. A economia dos Estados Unidos, que havia transitado com sucesso de uma economia em tempo de guerra para uma economia em tempo de paz, prosperou e forneceu empréstimos para um boom europeu também. Alguns setores estagnaram, especialmente a agricultura e a mineração de carvão. Os EUA se tornaram o país mais rico no mundo per capita e desde o final do século XIX tinha sido o maior no total do PIB. Sua indústria era baseada na produção em massa e sua sociedade se aculturava no consumismo. As economias europeias, em contraste, tiveram um reajuste mais difícil no pós-guerra e não começaram a florescer até cerca de 1924.

### Novos produtos e tecnologias
A produção em massa tornou a tecnologia acessível à classe média.

### Automóveis
A indústria automotiva, a indústria cinematográfica, a indústria de rádio e a indústria química decolaram durante a década de 1920. De importância principal foi a indústria automotiva. Antes da guerra, os carros eram um bem de luxo. Na década de 1920, os veículos produzidos em massa tornaram-se comuns nos EUA e no Canadá. Em 1927, a Ford Motor Company descontinuou o Ford Model T depois de vender 15 milhões de unidades desse modelo. Tinha sido na produção contínua de outubro de 1908 a maio de 1927. A empresa tinha planejado substituir o modelo antigo por um mais novo, o Ford Modelo A. A decisão foi uma reação à concorrência. Devido ao sucesso comercial do Model T, a Ford havia dominado o mercado automotivo de meados dos anos 1910 até o início dos anos 1920. Em meados da década de 1920, o domínio da Ford se desgastou quando seus concorrentes alcançaram o sistema de produção em massa da Ford. Eles começaram a superar a Ford em algumas áreas, oferecendo modelos com motores mais potentes, novos recursos de conveniência e estilo.
Apenas cerca de 300.000 veículos foram registrados em 1918 em todo o Canadá, mas em 1929, havia 1.9 milhão, e peças de automóveis estavam sendo fabricadas em Ontário, perto de Detroit, Michigan. A influência da indústria automotiva em outros segmentos da economia foi generalizada, impulsionando indústrias como produção de aço, construção de rodovias, motéis, estações de serviço, concessionárias de veículos e novas moradias fora do núcleo urbano.
A Ford abriu fábricas em todo o mundo e provou ser um forte concorrente na maioria dos mercados por seus veículos de baixo custo e fácil manutenção. A General Motors, em menor grau, seguiu. Os concorrentes europeus evitaram o mercado de baixo preço e concentraram-se em veículos mais caros para consumidores de alto nível.

### Rádio

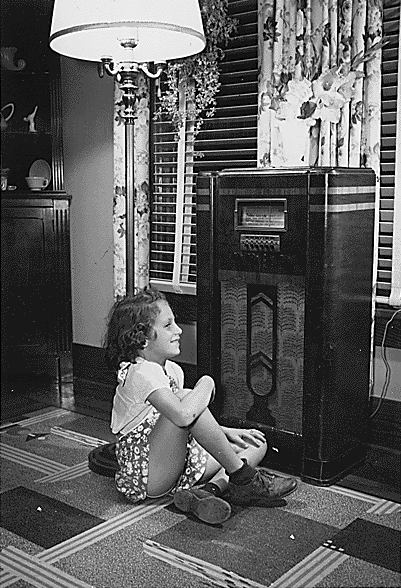
Antes da televisão, durante os anos 1920, 30 e 40, quando o rádio era o meio de entretenimento dominante, as famílias se reuniam para ouvir o rádio doméstico à noite

A rádio tornou-se o primeiro meio de transmissão em massa. Os rádios eram caros, mas o modo de entretenimento deles era revolucionário. A publicidade na rádio tornou-se uma plataforma para o marketing de massa. Sua importância econômica levou à cultura de massa que dominou a sociedade desde esse período. Durante a "Era de Ouro do Rádio", a programação de rádio era tão variada quanto a programação da televisão do século XXI. O estabelecimento de 1927 da Federal Radio Commission nos Estados Unidos introduziu uma nova era de regulamentação. Também no Brasil iniciaram as primeiras transmissões de rádio.
Em 1925, a gravação elétrica, um dos maiores avanços na gravação de som, tornou-se disponível com discos de gramofone emitidos comercialmente.

### Cinema
O cinema cresceu, produzindo uma nova forma de entretenimento que praticamente acabou com o antigo gênero teatral do vaudeville. Assistir a um filme era barato e acessível; multidões invadiram novos palácios de cinema no centro e teatros de bairro. Desde o início dos anos 1910, o cinema de baixo preço competiu com sucesso com o vaudeville. Muitos artistas de teatro de variedades e outras personalidades teatrais foram recrutados pela indústria cinematográfica, atraídos por maiores salários e condições de trabalho menos árduas. A introdução do filme sonoro no final da década de 1920 eliminou a última grande vantagem do vaudeville. O vaudeville estava em forte declínio financeiro. O prestigiado Circuito Orpheum, uma cadeia de vaudeville e cinemas, foi absorvida por um novo estúdio de cinema.

### Filmes sonoros
Em 1923, o inventor Lee de Forest, da Phonofilm, lançou uma série de curtas-metragens com som. Enquanto isso, o inventor Theodore Case desenvolveu o sistema de som Movietone e vendeu os direitos do estúdio de cinema Fox Film. Em 1926, o sistema de som Vitaphone foi introduzido. O longa Don Juan (1926) foi o primeiro longa-metragem a usar o sistema de som Vitaphone, com trilha sonora sincronizada e efeitos sonoros, apesar de não ter nenhum diálogo falado. O filme foi lançado pelo estúdio de cinema Warner Bros. Em outubro de 1927, o filme sonoro The Jazz Singer (1927) acabou por ser um grande sucesso de bilheteria. Foi inovador pelo uso do som. Produzido com o sistema Vitaphone, a maior parte do filme não contém áudio gravado ao vivo, contando com uma trilha e efeitos. Quando a estrela do filme, Al Jolson, canta, no entanto, o filme muda para o som gravado no set, incluindo suas performances musicais e duas cenas com um discurso improvisado—um personagem de Jolson, Jakie Rabinowitz (Jack Robin), falando sobre público de cabaré; o outro uma fala entre ele e sua mãe. Os sons "naturais" dos cenários também foram audíveis. Os lucros do filme foram prova suficiente para a indústria cinematográfica em que a tecnologia valeu a pena investir.
Em 1928, os estúdios de cinema Famous Players-Lasky (mais tarde conhecidos como Paramount Pictures), First National Pictures, Metro-Goldwyn-Mayer e Universal Studios assinaram um acordo com a Electrical Research Products Inc. (ERPI) para a conversão de instalações de produção e teatros para filmes sonoros. Inicialmente, todos os teatros com ERPI foram feitos compatíveis com Vitaphone; a maioria foi equipada para projetar bobinas Movietone também. Também em 1928, a Radio Corporation of America (RCA) comercializou um novo sistema de som, o sistema RCA Photophone. RCA ofereceu os direitos de seu sistema para a subsidiária RKO Pictures. A Warner Bros. continuou lançando alguns filmes com diálogos ao vivo, embora apenas em algumas cenas. Ele finalmente lançou Lights of New York (1928), o primeiro longa-metragem de longa duração. O curta-metragem de animação Dinner Time (1928), dos Van Beuren Studios, foi um dos primeiros filmes sonoros animados. Ele foi seguido alguns meses depois pelo curta-metragem animado Steamboat Willie (1928), o primeiro filme sonoro da Walt Disney Animation Studios. Foi o primeiro curta-metragem de animação comercialmente bem sucedido e introduziu o personagem Mickey Mouse. Steamboat Willie foi o primeiro desenho animado a apresentar uma trilha sonora totalmente pós-produzida, que o distinguiu dos primeiros desenhos animados. Tornou-se o desenho mais popular do seu dia.
Durante grande parte de 1928, a Warner Bros. foi o único estúdio a lançar filmes sonoros. Ela lucrou com seus filmes inovadores nas bilheterias. Outros estúdios aceleraram o ritmo de conversão para a nova tecnologia e começaram a produzir seus próprios filmes sonoros e filmes falados. Em fevereiro de 1929, dezesseis meses depois de The Jazz Singer, a Columbia Pictures tornou-se o oitavo e último grande estúdio a lançar um longa-metragem falante. Em maio de 1929, a Warner Bros. lançou On with the Show! (1929), o primeiro longa-metragem colorido e totalmente sonoro. Em breve a produção do cinema mudo cessou. O último filme totalmente silencioso produzido nos EUA para distribuição geral foi The Poor Millionaire, lançado pela Biltmore Pictures em abril de 1930. Quatro outras características silenciosas, todas de faroeste de baixo orçamento, também foram lançadas no início de 1930.

### Aviação
Os anos 20 viram marcos na aviação que atraíram a atenção do mundo. Em 1927, Charles Lindbergh alcançou a fama com o primeiro voo transatlântico sem escalas. Ele decolou de Roosevelt Field, em Nova York, e aterrissou no aeroporto de Paris-Le Bourget. Lindbergh levou 33.5 horas para atravessar o Oceano Atlântico. Sua aeronave, o Spirit of St. Louis, era um monoplano de um único motor, construído sob medida. Foi projetado pelo engenheiro aeronáutico Donald A. Hall. Na Grã-Bretanha Amy Johnson (1903-1941) foi a primeira mulher a voar sozinha da Grã-Bretanha para a Austrália. Voando sozinho ou com o marido, Jim Mollison, ela estabeleceu vários registros de longa distância durante os anos 1930. Em 1922, os aeronautas portugueses Gago Coutinho e Sacadura Cabral realizaram com sucesso a primeira travessia aérea do Atlântico Sul (com escalas), no contexto das comemorações do Primeiro Centenário da Independência do Brasil, a bordo de um hidroavião monomotor Fairey F III-D MkII, especialmente concebido para a viagem, batizado de Lusitânia.

### Televisão
A década de 1920 viu vários inventores avançarem o trabalho na televisão, mas os programas não chegaram ao público até a véspera da Segunda Guerra Mundial, e poucas pessoas viram qualquer televisão antes do final da década de 1940.
Em julho de 1928, John Logie Baird fez a primeira transmissão de cor do mundo, usando discos de varredura nas extremidades de transmissão e recepção com três espirais de aberturas, cada espiral com um filtro de uma cor primária diferente; e três fontes de luz na extremidade receptora, com um comutador para alternar sua iluminação. Nesse mesmo ano, ele também apresentou a televisão estereoscópica.
Em 1927, Baird transmitiu um sinal de televisão de longa distância ao longo de 438 milhas (705 km) da linha telefônica entre Londres e Glasgow; Baird transmitiu as primeiras imagens de televisão de longa distância do mundo para o Central Hotel na Estação Central de Glasgow. Baird então fundou a Baird Television Development Company Ltd, que em 1928 fez a primeira transmissão televisiva transatlântica, de Londres a Hartsdale, Nova York, e o primeiro programa de televisão da BBC.

### Medicina
Durante décadas os biólogos estavam trabalhando no remédio que se tornou penicilina. Em 1928, o biólogo escocês Alexander Fleming descobriu uma substância que eliminou várias bactérias causadoras de doenças. Em 1929, ele nomeou a nova substância "penicilina". Suas publicações foram amplamente ignoradas no início, mas se tornaram um antibiótico significativo nos anos 1930. Em 1930, Cecil George Paine, um patologista da Enfermaria Real de Sheffield, usou a penicilina para tratar a sycosis barbae, erupções nos folículos da barba, mas não teve sucesso. Passando para a conjuntivite neonatal, uma infecção gonocócica em bebês, ele alcançou a primeira cura registrada com penicilina, em 25 de novembro de 1930. Ele então curou quatro pacientes adicionais (um adulto e três bebês) de infecções oculares, mas não conseguiu curar um quinto.

### Nova infraestrutura
O domínio do automóvel levou a uma nova psicologia que celebrava a mobilidade. Carros e caminhões precisavam de construção de estradas, novas pontes e manutenção regular de rodovias, amplamente financiados pelo governo local e estadual por meio de impostos sobre a gasolina. Os agricultores foram pioneiros ao usar suas picapes para transportar pessoas, suprimentos e animais. Novas indústrias foram desmembradas - fabricar pneus e vidros e refinar combustível, e consertar e consertar carros e caminhões aos milhões. Revendedores de carros novos foram franqueados pelos fabricantes de automóveis e se tornaram principais impulsionadores da comunidade empresarial local. O turismo ganhou um enorme impulso, com hotéis, restaurantes e lojas de curiosidades proliferando.
A eletrificação, tendo desacelerado durante a guerra, progrediu bastante à medida que mais dos EUA e do Canadá foram adicionados à rede elétrica. As indústrias mudaram de energia de carvão para eletricidade. Ao mesmo tempo, novas usinas foram construídas. Na América, a produção de eletricidade quase quadruplicou.
Linhas telefônicas também estavam sendo espalhadas pelo continente. O encanamento interno e os modernos sistemas de esgoto foram instalados pela primeira vez em muitas casas.
A urbanização alcançou um marco no censo dos Estados Unidos de 1920, que mostrou que um pouco mais de americanos viviam em cidades urbanas e cidades de 2 500 ou mais pessoas do que em pequenas cidades ou áreas rurais. No entanto, a nação ficou fascinada com seus grandes centros metropolitanos, que continham cerca de 15% da população. Nova York e Chicago competiram na construção de arranha-céus e Nova York seguiu em frente com o Empire State Building. O padrão básico do moderno trabalho de colarinho branco foi estabelecido durante o final do século XIX, mas agora se tornou a norma para a vida nas grandes e médias cidades. Máquinas de escrever, armários e telefones trouxeram mulheres solteiras para empregos clericais. No Canadá, no final da década, um em cada cinco trabalhadores era uma mulher. O interesse em encontrar emprego no setor manufatureiro, hoje em crescimento, nas cidades dos EUA, se generalizou entre os americanos rurais.

## Sociedade

### Sufrágio

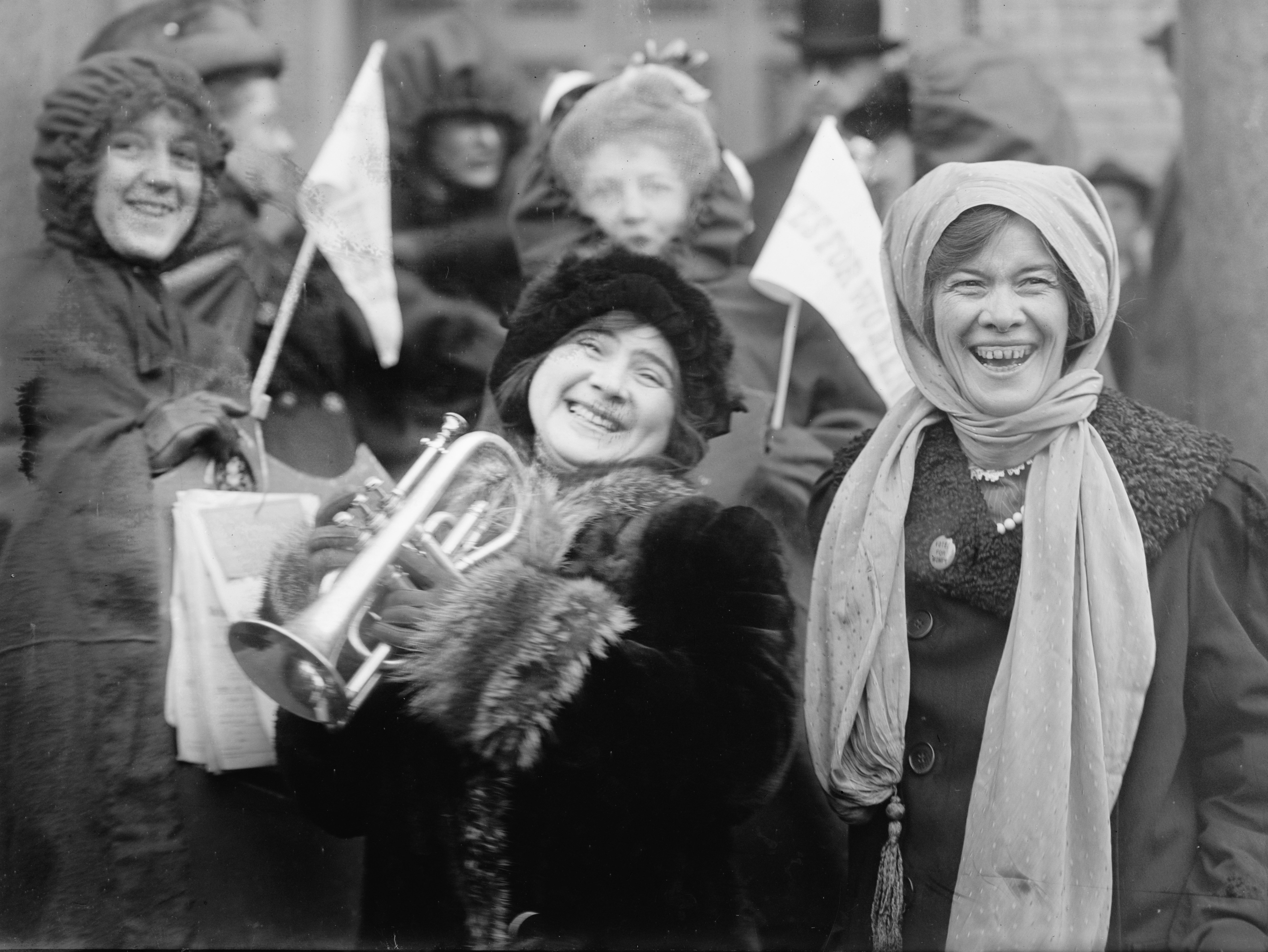
Mulheres sufragistas em fevereiro de 1913

Com algumas exceções, muitos países expandiram os direitos de voto das mulheres em democracias representativas e diretas em todo o mundo, como Estados Unidos, Canadá, Grã-Bretanha e a maioria dos principais países europeus em 1917-1921, bem como na Índia. Isso influenciou muitos governos e eleições aumentando o número de eleitores. Os políticos responderam concentrando-se mais em questões de interesse para as mulheres, especialmente paz, saúde pública, educação e o status das crianças. No geral, as mulheres votaram muito como os homens, exceto que estavam mais interessadas na paz.

### Geração Perdida

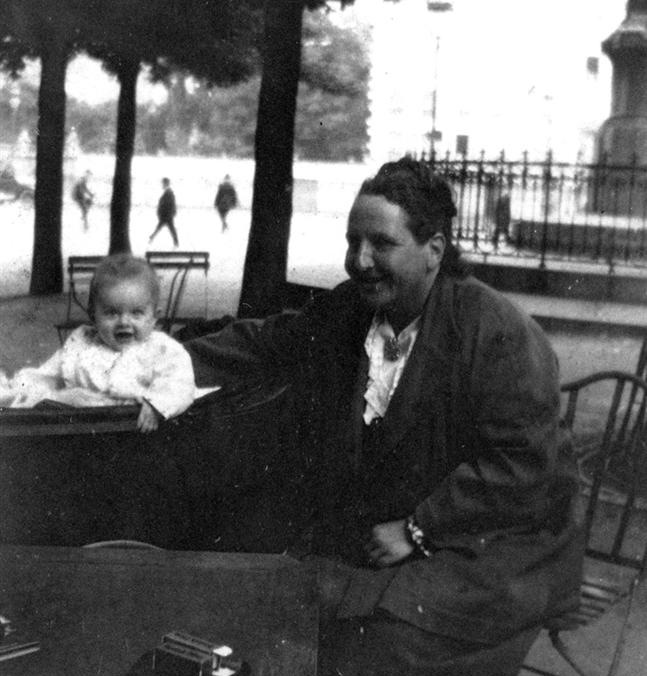
Gertrude Stein com o filho de Ernest Hemingway, Jack Hemingway (apelidado de Bumby) em 1924. Stein é creditada em trazer o termo "Geração Perdida" em uso.

Geração Perdida (em inglês Lost Generation) foi composta por jovens que saíram da Primeira Guerra Mundial desiludidos e cínicos sobre o mundo. O termo geralmente se refere aos notáveis literários americanos que moravam em Paris na época. Os membros famosos incluíram Ernest Hemingway, F. Scott Fitzgerald e Gertrude Stein. Esses autores, alguns deles expatriados, escreveram romances e contos que expressavam seu ressentimento em relação ao materialismo e ao individualismo desenfreado durante essa época.
Na Inglaterra, os jovens brilhantes eram jovens aristocratas e socialites que faziam festas extravagantes, faziam caças ao tesouro elaboradas, eram vistos em todos os locais da moda e estavam bem cobertos pelas colunas de fofocas dos tabloides londrinos.

### Crítica social

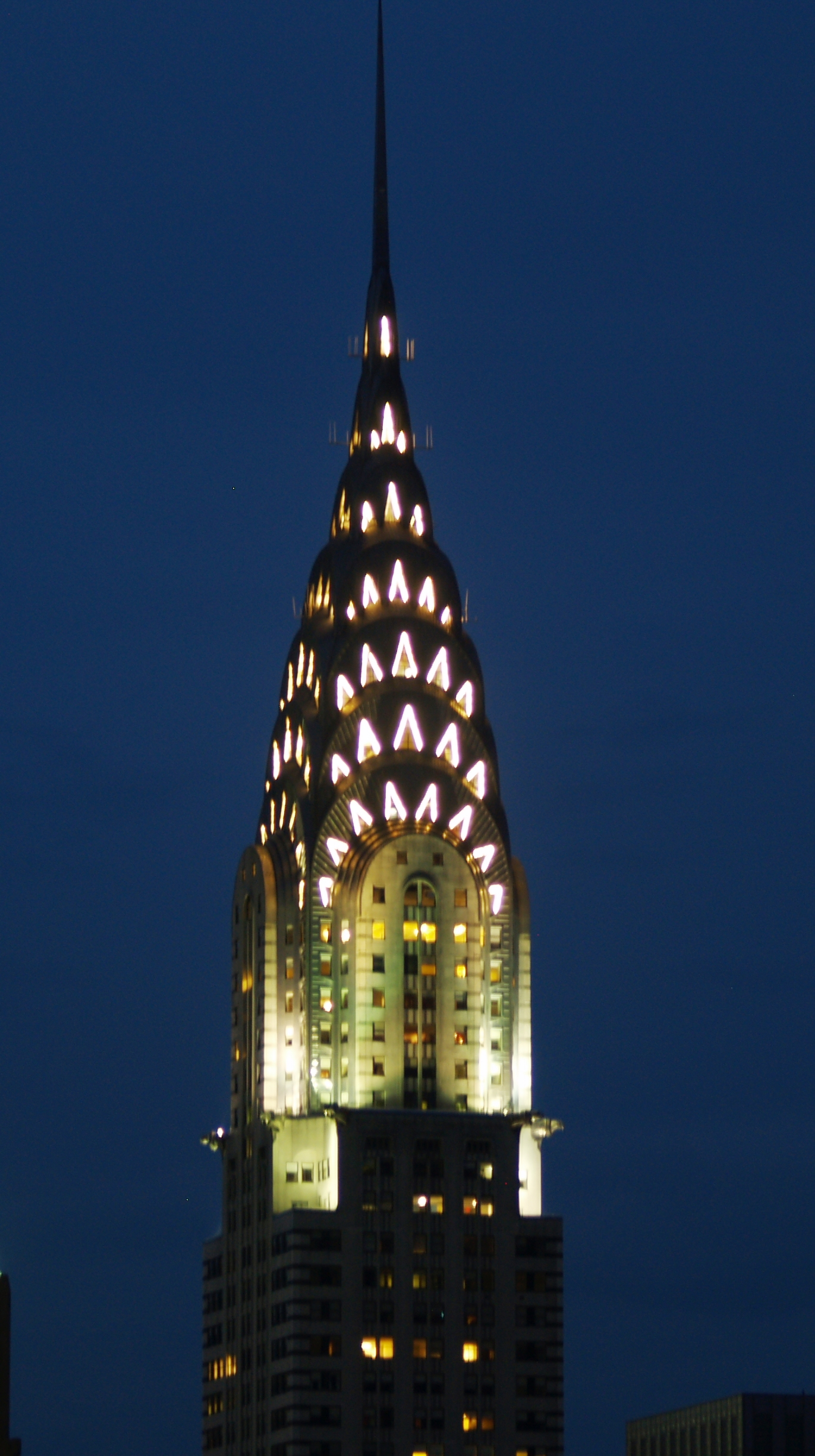
Clímax do novo estilo arquitetônico: o Chrysler Building, em Nova York, foi construído depois que a onda europeia de art déco chegou aos Estados Unidos.

Quando o americano médio, na década de 1920, ficou mais enamorado da riqueza e dos luxos diários, alguns começaram a satirizar a hipocrisia e a cobiça que observavam. Destes críticos sociais, Sinclair Lewis foi o mais popular. Seu popular romance de 1920, Main Street, satirizava a vida monótona e ignorante dos moradores de uma cidade do Meio-Oeste. Ele seguiu com Babbitt, sobre um homem de negócios de meia-idade que se rebela contra sua vida monótona e sua família, apenas para perceber que a geração mais jovem é tão hipócrita quanto a sua. Lewis satirizou a religião com Elmer Gantry, que seguiu um vigarista que se une a um evangelista para vender religião a uma cidade pequena.
Outros críticos sociais incluíram Sherwood Anderson, Edith Wharton, e H.L. Mencken. Anderson publicou uma coletânea de contos intitulada Winesburg, Ohio, que estudou a dinâmica de uma cidade pequena. Wharton ridicularizou os modismos da nova era através de seus romances, como Twilight Sleep (1927). Mencken criticou os gostos e cultura americanos estreitos em ensaios e artigos.

### Art déco
Art Deco foi o estilo de design e arquitetura que marcou a época. Originada na Europa, espalhou-se pelo resto da Europa Ocidental e América do Norte em meados da década de 1920.
Nos Estados Unidos da América, um dos edifícios mais notáveis com esse estilo foi construído como o edifício mais alto da época: o Chrysler Building. As formas de art déco eram puras e geométricas, embora os artistas muitas vezes se inspirassem na natureza. No início, as linhas eram curvas, embora desenhos retilíneos se tornassem mais e mais populares.

### Expressionismo e surrealismo
Pintura na América do Norte durante a década de 1920 desenvolveu-se em uma direção diferente da da Europa. Na Europa, a década de 1920 foi a era do expressionismo e, mais tarde, do surrealismo. Como Man Ray afirmou em 1920 após a publicação de uma edição única do New York Dada: "Dada não pode viver em Nova York". Em 1925, pela primeira vez, os surrealistas mostraram seus trabalhos em Paris. Entre os artistas estavam Max Ernst, Pablo Picasso, André Breton, Joan Miró, Man Ray, Marcel Duchamp, Salvador Dali e Giorgio de Chirico.

### Cinema
No início da década, os filmes eram silenciosos e incolores. Em 1922, o primeiro filme colorido, The Toll of the Sea, foi lançado. Em 1926, a Warner Bros. lançou Don Juan, o primeiro longa-metragem com efeitos sonoros e música. Em 1927, a Warner lançou The Jazz Singer, o primeiro filme sonoro a incluir sequências limitadas de conversação. O filme foi o primeiro a ter passagens faladas e cantadas e a usar um sistema sonoro eficaz, conhecido como Vitaphone, lançado um ano antes, em 1926, pela Warner Bros. O longa não era completamente falado, pois trazia ainda cenas mudas, mas era possível ouvir as cenas musicais. The Jazz Singer' fez tanto sucesso que ajudou a salvar a Warner da falência. Em 1929, dois anos após o lançamento de The Jazz Singer, o cinema falado já representava 51% da produção dos Estados Unidos.
O público foi à loucura com os filmes sonoros, e os estúdios de cinema converteram-se em som quase da noite para o dia. Em 1928, a Warner lançou Lights of New York, o primeiro longa-metragem falante. No mesmo ano, o primeiro desenho animado, Dinner Time, foi lançado. A Warner encerrou a década ao revelar, em 1929, o primeiro longa-metragem colorido e todo falado, On with the Show.
Os curtas de desenho animado eram populares nos cinemas durante esse período. No final dos anos 1920, Walt Disney surgiu. Mickey Mouse fez sua estreia em Steamboat Willie em 18 de novembro de 1928, no Colony Theatre em Nova York. Mickey iria estrelar mais de 120 curtas de desenhos animados, o Mickey Mouse Club e outros especiais. Isso impulsionaria a Disney e levaria à criação de outros personagens na década de 1930. Oswald, um personagem criado pela Disney, antes de Mickey, em 1927, foi contratado pela Universal Studios para fins de distribuição, e estrelou uma série de curtas-metragens entre 1927 e 1928. Disney perdeu os direitos ao personagem, mas em 2006, recuperou os direitos de Oswald. Ele foi o primeiro personagem da Disney a ser vendido.
O período teve o surgimento de artistas de bilheteria como Mae Murray, Ramón Novarro, Rudolph Valentino, Charlie Chaplin, Buster Keaton, Harold Lloyd, Warner Baxter, Clara Bow, Louise Brooks, Bebe Daniels, Billie Dove, Dorothy Mackaill, Mary Astor, Nancy Carroll, Janet Gaynor, Charles Farrell, William Haines, Conrad Nagel, John Gilbert, Greta Garbo, Dolores del Río, Norma Talmadge, Colleen Moore, Nita Naldi, John Barrymore, Norma Shearer, Joan Crawford, Mary Pickford, Douglas Fairbanks, Anna May Wong, e Al Jolson.

### Harlem
A cultura literária e artística afro-americana desenvolveu-se rapidamente durante a década de 1920 sob a bandeira do "Renascimento do Harlem". Em 1921, a Black Swan Corporation foi fundada. No seu auge, emitiu 10 gravações por mês. Os musicais afro-americanos também começaram em 1921. Em 1923, o Harlem Renaissance Basketball Club foi fundado por Bob Douglas. Durante o final da década de 1920, e especialmente na década de 1930, o time de basquete ficou conhecido como o melhor do mundo.
A primeira edição do Opportunity foi publicada. O dramaturgo afro-americano Willis Richardson estreou sua peça The Chip Woman's Fortune, no Frazee Theatre (também conhecido como
Wallack's Theatre). Autores afro-americanos notáveis como Langston Hughes e Zora Neale Hurston começaram a alcançar um nível de reconhecimento público nacional durante a década de 1920.

### Idade do Jazz
A década de 1920 trouxe novos estilos de música para a cultura mainstream em cidades de vanguarda. O jazz tornou-se a forma mais popular de música para jovens. A historiadora Kathy J. Ogren diz que na década de 1920 o jazz se tornou a "influência dominante sobre a música popular da América em geral". Scott DeVeaux argumenta que uma história padrão do jazz emergiu de tal forma que: "Depois de uma concordância obrigatória com as origens africanas e antecedentes de ragtime, a música é mostrada para se mover através de uma sucessão de estilos ou períodos: jazz de Nova Orleans até os anos 1920, a década de 1930, o bebop na década de 1940, o cool jazz e hard bop nos anos 50, o free jazz e a fusion nos anos 60.... Há um acordo substancial sobre as características de cada estilo, o panteão dos grandes inovadores e o cânone de obras registradas".
O panteão de artistas e cantores da década de 1920 inclui Louis Armstrong, Duke Ellington, Sidney Bechet, Jelly Roll Morton, Joe "King" Oliver, James P. Johnson, Fletcher Henderson, Frankie Trumbauer, Paul Whiteman, Bix Beiderbecke, Adelaide Hall e Bing Crosby. O desenvolvimento do blues urbano também começou na década de 1920, com artistas como Bessie Smith e Ma Rainey. Na última parte da década, as primeiras formas de música country foram pioneiros por Jimmie Rodgers, The Carter Family, Uncle Dave Macon, Vernon Dalhart, e Charlie Poole.

### Dança

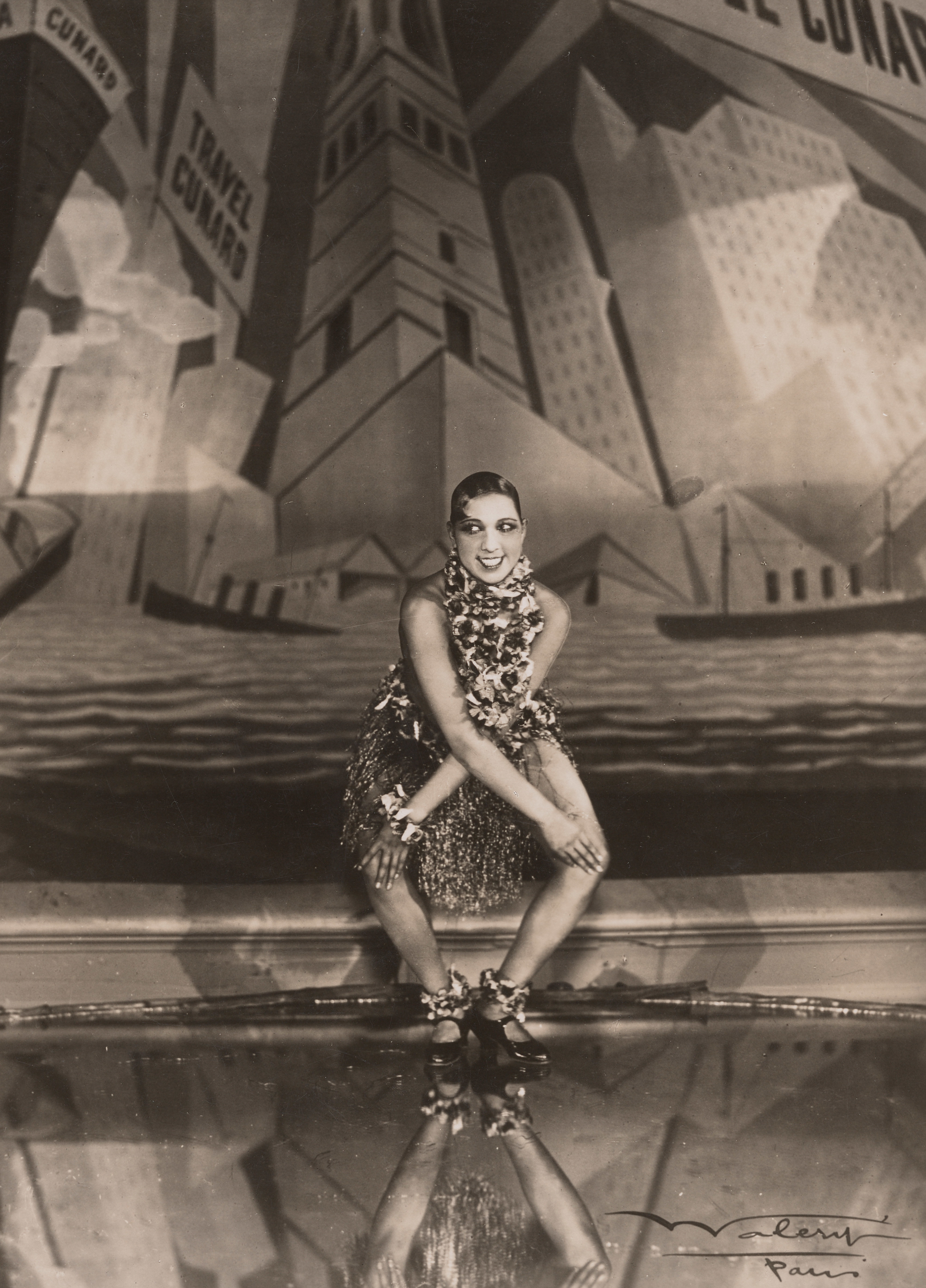
Josephine Baker realizando o Charleston.

Clubes de dança se tornaram muito populares na década de 1920. Sua popularidade atingiu o pico no final da década de 1920 e chegou ao início dos anos 1930. A dance music passou a dominar todas as formas de música popular no final da década de 1920. Peças clássicas, operetas, música folclórica, etc., foram todas transformadas em melodias dançantes populares para saciar a mania pública pela dança, assim como o fenômeno da discoteca mais tarde fez no final dos anos 1970. Por exemplo, muitas das canções da opereta musical de 1929 do filme Technicolor The Rogue Song (estrelando o astro do Metropolitan Opera, Lawrence Tibbett) foram rearranjadas e lançadas como música dançante e se tornaram populares sucessos do dance club em 1929.
Danceterias nos concursos de dança patrocinados pelos EUA, onde os dançarinos inventaram, tentaram e competiram com novos movimentos. Profissionais começaram a aprimorar suas habilidades em sapateado e outras danças da época ao longo do circuito de palco nos Estados Unidos. Com o advento das imagens faladas (filmes sonoros), os musicais tomaram conta dos estúdios de cinema que inundaram as bilheterias com filmes musicais extravagantes e luxuosos. O representante foi os musicais Gold Diggers of Broadway, que se tornou o filme de maior bilheteria da década. Harlem desempenhou um papel fundamental no desenvolvimento de estilos de dança. Vários locais de entretenimento atraíram pessoas de todas as raças. O Cotton Club apresentava artistas negros e atendia uma clientela branca, enquanto o Savoy Ballroom atendeu a uma clientela em sua maioria negra. Alguns moralistas religiosos pregaram contra "Satanás no salão de dança", mas tiveram pouco impacto.
As danças mais populares ao longo da década foram o foxtrote, a valsa e o tango de salão. Desde o início da década de 1920, no entanto, uma variedade de danças de novidades excêntricas foi desenvolvida. O primeiro destes foi o Breakaway e Charleston. Ambos foram baseados em estilos musicais e batidas afro-americanos, incluindo o popular blues. A popularidade do Charleston explodiu depois de sua participação em dois shows da Broadway de 1922. Uma breve mania do Black Bottom, originária do Apollo Theatre, varreu os salões de dança de 1926 a 1927, substituindo o Charleston em popularidade. Em 1927, o Lindy Hop, uma dança baseada em Breakaway e Charleston e integrando elementos da batida, tornou-se a dança social dominante. Desenvolvido no Savoy Ballroom, que foi ajustado para stride piano ragtime jazz. O Lindy Hop mais tarde evoluiu para outras danças Swing. Estas danças, no entanto, nunca se tornaram mainstream, e a esmagadora maioria das pessoas na Europa Ocidental e os EUA continuaram a dançar o foxtrote, valsa e tango ao longo da década.
A mania da dança teve uma grande influência na música popular. Um grande número de gravações rotuladas como foxtrote, tango e valsa foram produzidas e deram origem a uma geração de artistas que se tornaram famosos como artistas de gravação ou de rádio. Entre os principais vocalistas estavam Nick Lucas, Adelaide Hall, Scrappy Lambert, Frank Munn, Lewis James, Chester Gaylord, Gene Austin, James Melton, Franklyn Baur, Johnny Marvin, Annette Hanshaw, Helen Kane, Vaughn De Leath, e Ruth Etting. Líderes de dança e líderes de orquestra incluem Bob Haring, Harry Horlick, Louis Katzman, Leo Reisman, Victor Arden, Phil Ohman, George Olsen, Ted Lewis, Abe Lyman, Ben Selvin, Nat Shilkret, Fred Waring, e Paul Whiteman.

### Moda

#### Vestuário
Paris definiu as tendências da moda para a Europa e a América do Norte. A moda para as mulheres era toda sobre se soltar. As mulheres usavam vestidos o dia todo, todos os dias. Os vestidos diurnos tinham uma cintura baixa, que era uma faixa ou cinto ao redor da cintura baixa ou quadril e uma saia que pendia em qualquer lugar do tornozelo até o joelho, nunca acima. Daywear tinha mangas (compridas até meio do bíceps) e uma saia que era reta, suada, grossa ou cansada. Jóias era menos visível. Cabelo foi muitas vezes balançado, dando uma aparência de menino.
Para os homens de colarinho branco, os trajes de negócios eram o traje do dia a dia. Roupas listradas, xadrez ou de vitrine vinham em cinza escuro, azul e marrom no inverno e marfim, branco, bege e pastel no verão. As camisas eram brancas e as gravatas eram essenciais.

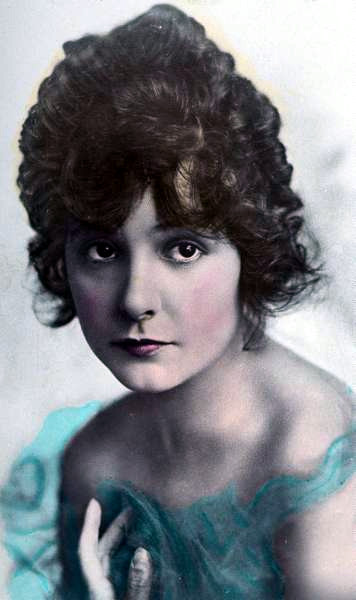
Atriz Norma Talmadge

Imortalizadas em filmes e capas de revistas, a moda das jovens da década de 1920 estabeleceu tanto uma tendência quanto uma afirmação social, uma ruptura com o rígido estilo de vida vitoriano. Essas mulheres jovens, rebeldes e de classe média, rotuladas de "flappers" por gerações mais velhas, acabaram com o espartilho e vestiram vestidos justos na altura do joelho, que expuseram as pernas e os braços. O penteado da década foi o uso de bobs na altura do queixo, que teve várias variações populares. Cosméticos, que até a década de 1920 não eram normalmente aceitos na sociedade americana por causa de sua associação com a prostituição, tornaram-se, pela primeira vez, extremamente populares.
Na década de 1920, novas revistas atraíram jovens mulheres alemãs com uma imagem sensual e propagandas de roupas e acessórios apropriados que gostariam de comprar. As páginas brilhantes de Die Dame e Das Blatt der Hausfrau exibiam o "Neue Frauen", "Nova Garota" - o que os americanos chamavam de flapper. Ela era jovem e elegante, financeiramente independente, e era uma consumidora ansiosa das últimas modas. As revistas a mantinham atualizada sobre estilos, roupas, designers, artes, esportes e tecnologia moderna, como automóveis e telefones.

### Sexualidade das mulheres durante a década de 1920

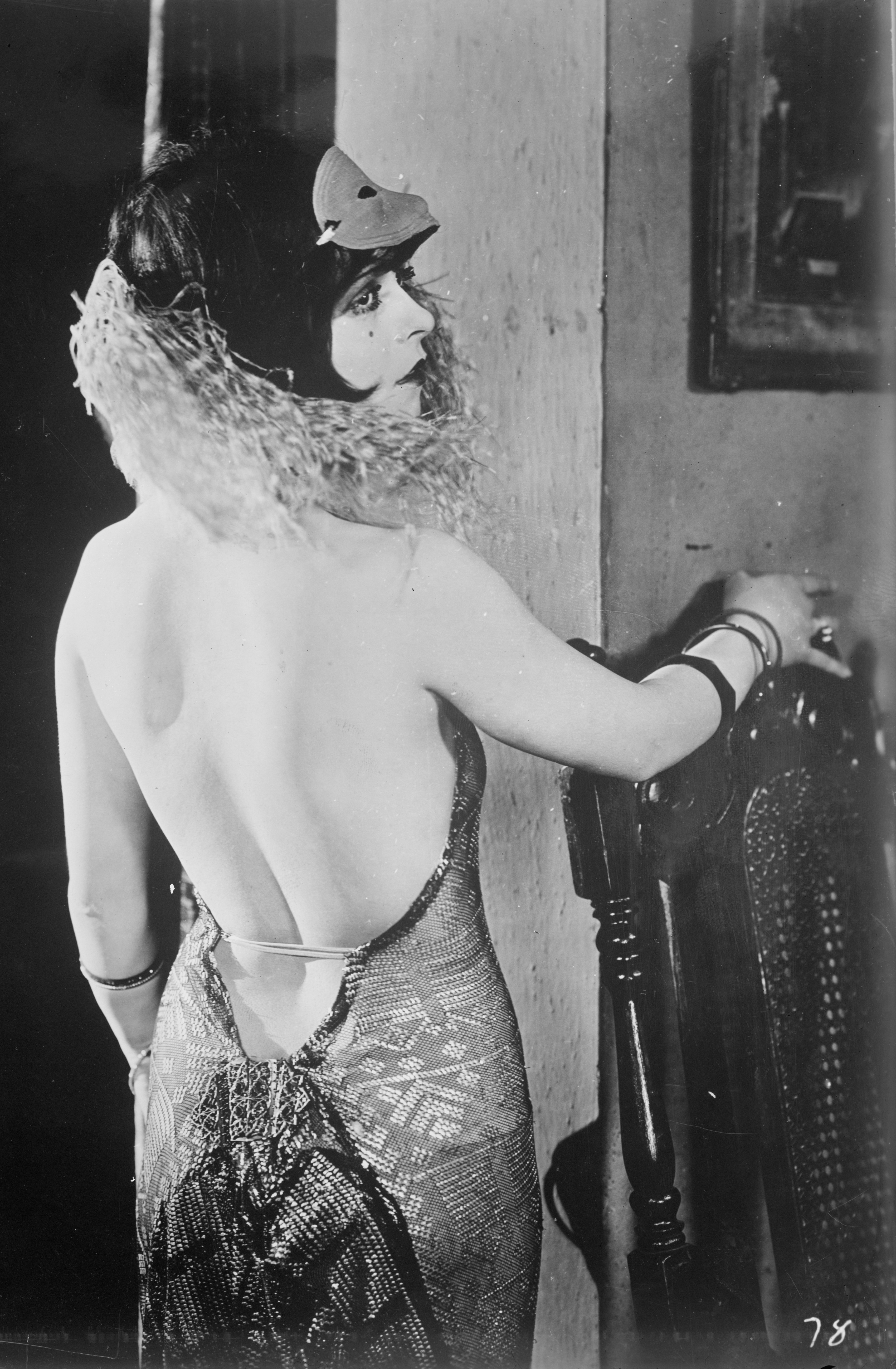
O penteado feminino La Garçonne, cortado à altura da orelha, foi um modismo que começou nos anos 1920. Na foto: a atriz Clara Bow.

A década de 1920 foi um período de revolução social, saindo da Primeira Guerra Mundial, a sociedade mudou conforme as inibições se desvaneceram e a juventude exigiu novas experiências e mais liberdade dos antigos controles. Chaperones desvaneceu-se em importância como "vale tudo" se tornou um slogan para a juventude assumir o controle de sua subcultura. Uma nova mulher nasceu—uma "flapper" que dançava, bebia, fumava e votava. Essa nova mulher cortava o cabelo, usava maquiagem e festejava. Ela era conhecida por ser tonta e assumir riscos; ela era conhecida como uma flapper. As mulheres ganharam o direito de votar na maioria dos países. Novas carreiras foram abertas para mulheres solteiras em escritórios e escolas, com salários que os ajudaram a ser mais independentes. Com seu desejo de liberdade e independência veio a mudança na moda. Uma das mudanças mais dramáticas do pós-guerra na moda foi a silhueta da mulher; o comprimento do vestido foi do comprimento até o tornozelo e o comprimento do joelho, tornando-se mais ousado e sedutor. O novo código de vestuário enfatizava a juventude: os espartilhos eram deixados para trás e a roupa era mais solta, com linhas mais naturais. Vestuário feminino estilo ampulheta não era mais popular, enquanto um corpo mais magro e infantil era considerado atraente. A mulher sensual era aquela sem curvas, seios e quadris pequenos. A atenção estava toda voltada aos tornozelos. Em 1927, o figurinista francês Jacques Doucet subiu as saias ao ponto de mostrar as ligas rendadas das mulheres. Outro nome importante foi o estilista francês Jean Patou, que se destacou na linha "sportswear", criando coleções inteiras para a estrela do tênis Suzanne Lenglen, que as usava dentro e fora das quadras. Suas roupas de banho também revolucionaram a moda praia e Patou também criava roupas para atrizes famosas. As flappers eram conhecidos por isso e por seu alto astral, flerte e imprudência estereotipada quando se tratava de busca por diversão e emoção.
Coco Chanel, foi uma das figuras de moda mais enigmáticas da década de 1920. Ela foi reconhecida por seus designs vanguardistas; sua roupa era uma mistura de confortável e elegante com seus cortes retos, capas, blazers, cardigãs, colares compridos, boinas e cabelos curtos, foi ela quem introduziu uma estética diferente na moda, especialmente um sentido diferente para o que era feminino, e baseou seu design em nova ética; ela projetou para uma mulher ativa, que poderia se sentir à vontade em seu vestido. O principal objetivo da Chanel era empoderar a liberdade. Ela foi a pioneira das mulheres vestindo calças e pelo pequeno vestido preto, que eram sinais de um estilo de vida mais independente.

### O papel em mudança das mulheres

Mapa das leis locais sobre o sufrágio dos EUA pouco antes da aprovação da 19ª Emenda
Azul escuro = sufrágio total das mulheres
Vermelho brilhante = sem sufrágio feminino

A maioria dos historiadores britânicos retrata a década de 1920 como uma era de domesticidade para mulheres com pouco progresso feminista, além do sufrágio total que veio em 1928. Pelo contrário, argumenta Alison Light, fontes literárias revelam que muitas mulheres britânicas gostavam:
a sensação animada de excitação e liberação que anima muitas das atividades mais amplamente culturais que diferentes grupos de mulheres desfrutavam nesse período. Que novos tipos de oportunidades sociais e pessoais, por exemplo, foram oferecidos pelas culturas em mudança do esporte e do entretenimento. . . por novos padrões de vida doméstica . . . novas formas de um eletrodoméstico, novas atitudes para o trabalho doméstico?
Com a aprovação da 19ª Emenda, em 1920, que deu às mulheres o direito de votar, as feministas americanas alcançaram a igualdade política pela qual esperavam. Uma lacuna geracional começou a se formar entre as "novas" mulheres da década de 1920 e a geração anterior. Antes da Emenda 19, as feministas comumente achavam que as mulheres não podiam prosseguir tanto uma carreira quanto uma família com sucesso, acreditando que uma delas inibiria inerentemente o desenvolvimento da outra. Essa mentalidade começou a mudar na década de 1920, à medida que mais mulheres começaram a desejar não apenas carreiras de sucesso próprias, mas também famílias. A "nova" mulher investiu menos no serviço social do que as gerações progressistas, e em sintonia com o espírito consumista da época, ela estava ansiosa para competir e encontrar satisfação pessoal. O ensino superior estava se expandindo rapidamente para as mulheres. Linda Eisenmann afirma: "Novas oportunidades universitárias para mulheres redefiniram profundamente a feminilidade desafiando a crença vitoriana de que os papéis sociais de homens e mulheres estavam enraizados na biologia".
As agências de publicidade exploraram o novo status das mulheres, por exemplo, na publicação de anúncios de automóveis em revistas femininas, numa época em que a grande maioria dos compradores e motoristas eram homens. Os novos anúncios promoveram novas liberdades para as mulheres afluentes, ao mesmo tempo que sugeriam os limites externos das novas liberdades. Automóveis eram mais do que dispositivos práticos. Eles também eram símbolos altamente visíveis de riqueza, mobilidade e modernidade. Os anúncios, diz Einav Rabinovitch-Fox, "ofereceram às mulheres um vocabulário visual para imaginar seus novos papéis sociais e políticos como cidadãos e desempenhar um papel ativo na formação de sua identidade como mulheres modernas".
Mudanças significativas na vida das mulheres trabalhadoras ocorreram na década de 1920. A Primeira Guerra Mundial permitiu temporariamente que as mulheres entrassem em indústrias como a química, automobilística e siderúrgica, que antes eram consideradas trabalho inadequado para mulheres. As mulheres negras, que tinham sido historicamente fechadas de empregos em fábricas, começaram a encontrar um lugar na indústria durante a Primeira Guerra Mundial, aceitando salários mais baixos e substituindo o trabalho imigrante perdido e o trabalho pesado. No entanto, como outras mulheres durante a Primeira Guerra Mundial, seu sucesso foi apenas temporário; a maioria das mulheres negras também foi expulsa de seus empregos na fábrica depois da guerra. Em 1920, 75% da força de trabalho feminina negra consistia em trabalhadores agrícolas, empregados domésticos e trabalhadoras da lavanderia.

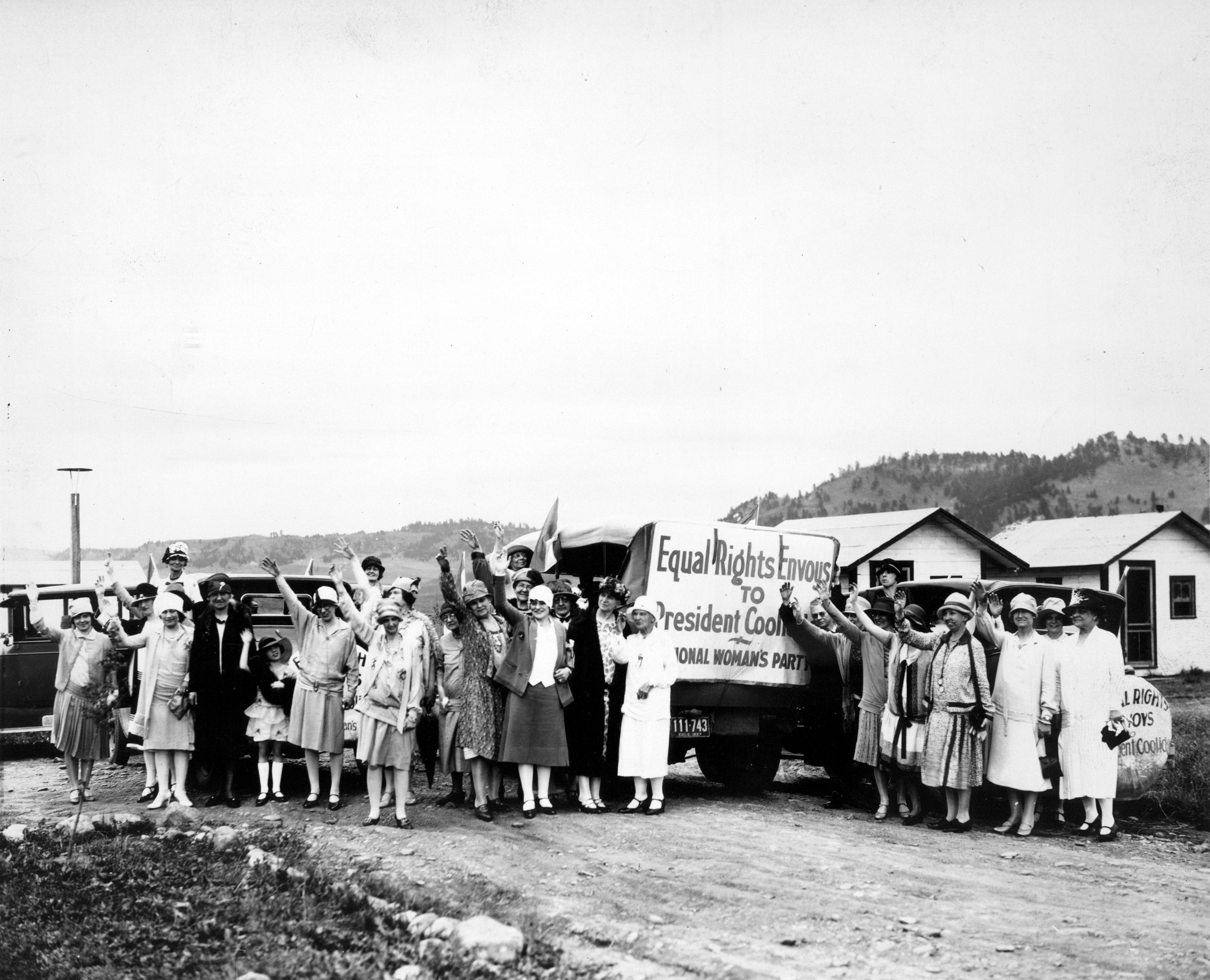
National Woman's Party, 1927

A legislação aprovada no início do século XX determinou um salário mínimo e forçou muitas fábricas a encurtar suas jornadas de trabalho. Isso mudou o foco na década de 1920 para o desempenho no trabalho para atender à demanda. As fábricas incentivavam os trabalhadores a produzir mais rápida e eficientemente com acelerações e sistemas de bônus, aumentando a pressão sobre os trabalhadores da fábrica. Apesar da pressão sobre as mulheres nas fábricas, a economia em expansão dos anos 20 significou mais oportunidades até para as classes mais baixas. Muitas jovens de classe trabalhadora não precisavam ajudar a sustentar suas famílias, como faziam as gerações anteriores, e muitas vezes eram encorajadas a procurar trabalho ou receber treinamento vocacional que resultasse em mobilidade social.
A conquista do sufrágio levou as feministas a redirecionar seus esforços para outros objetivos. Grupos como o National Woman's Party nos EUA continuou a luta política, propondo a Emenda dos Direitos Iguais em 1923 e trabalhando para remover leis que usou o sexo para discriminar as mulheres, mas muitas mulheres mudaram seu foco da política para desafiar as definições tradicionais de feminilidade.
As moças, especialmente, começaram a reivindicar seus próprios corpos e participaram de uma liberação sexual de sua geração. Muitas das ideias que alimentaram essa mudança no pensamento sexual já estavam circulando pelos círculos intelectuais de Nova York antes da Primeira Guerra Mundial, com os escritos de Sigmund Freud, Havelock Ellis e Ellen Key. Lá, os pensadores afirmavam que o sexo não era apenas central para a experiência humana, mas também que as mulheres eram seres sexuais com impulsos e desejos humanos, e restringir esses impulsos era autodestrutivo. Na década de 1920, essas ideias haviam permeado o mainstream.
Na década de 1920, a coeducação emergiu, quando as mulheres começaram a frequentar grandes faculdades e universidades estaduais. As mulheres entraram na experiência da classe média dominante, mas assumiram um papel de gênero na sociedade. As mulheres costumavam ter aulas como economia doméstica, "Marido e Esposa", "Maternidade" e "A Família como uma Unidade Econômica". Em uma era pós-guerra cada vez mais conservadora, uma jovem freqüentava a faculdade com a intenção de encontrar um marido adequado. Alimentado por ideias de liberação sexual, o namoro passou por grandes mudanças nos campi universitários. Com o advento do automóvel, o namoro ocorreu em um ambiente muito mais privado, relações sexuais sem intercurso, tornou-se a norma social para uma porção de estudantes universitários.
Apesar do crescente conhecimento das mulheres sobre prazer e sexo, a década do capitalismo desenfreado que foi a década de 1920 deu origem à "A mística feminina". Com essa formulação, todas as mulheres queriam se casar, todas as mulheres boas ficavam em casa com seus filhos, cozinhando e limpando, e as melhores mulheres faziam o acima mencionado e, além disso, exerciam seu poder de compra livremente e com a maior freqüência possível para melhorar suas famílias e suas casas.

### Liberalismo na Europa
A vitória aliada na Primeira Guerra Mundial parece marcar o triunfo do liberalismo, não apenas nos próprios países aliados, mas também na Alemanha e nos novos estados da Europa Oriental, assim como no Japão. O militarismo autoritário, como tipificado pela Alemanha, foi derrotado e desacreditado. O historiador Martin Blinkhorn argumenta que os temas liberais eram ascendentes em termos de "pluralismo cultural, tolerância religiosa e étnica, autodeterminação nacional, economia de livre mercado, governo representativo e responsável, livre comércio, sindicalismo e a solução pacífica de disputas internacionais através de um novo corpo, a Liga das Nações". No entanto, já em 1917, a ordem liberal emergente estava sendo desafiada pelo novo movimento comunista inspirando-se na Revolução Russa. Revoltas comunistas foram vencidas em outros lugares, mas tiveram sucesso na Rússia.

### Homossexualidade

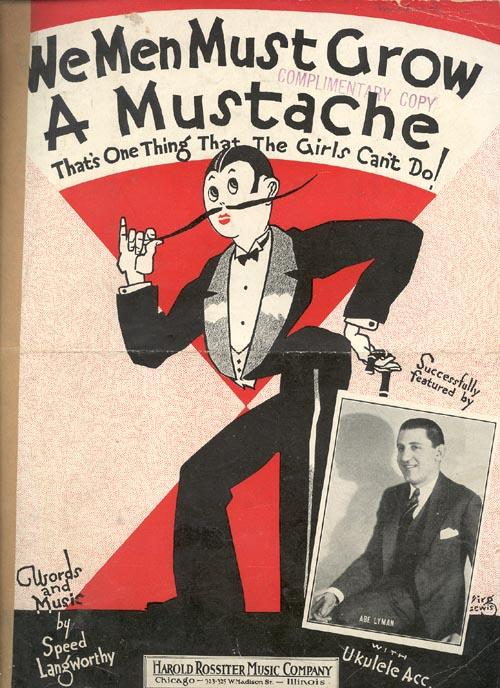
Cartazes de Speed Langworthy que zombam dos traços masculinos que muitas mulheres adotaram durante a década de 1920.

A homossexualidade tornou-se muito mais visível e um pouco mais aceitável. Londres, Nova York, Paris, Roma, e Berlim foram centros importantes da nova ética. Crouthamel argumenta que na Alemanha, a Primeira Guerra Mundial promoveu a emancipação homossexual porque forneceu um ideal de camaradagem que redefiniu a homossexualidade e a masculinidade. Os muitos grupos de direitos dos homossexuais na Alemanha de Weimar defenderam uma retórica militarizada com a visão de um homem gay hipermasculino espiritualmente e politicamente emancipado que lutou para legitimar a "amizade" e garantir os direitos civis. Ramsey explora várias variações. À esquerda, o Wissenschaftlich-humanitäres Komitee (Comitê Científico-Humanitário; WhK) reafirmou a visão tradicional de que os homossexuais eram um "terceiro sexo" efeminado, cuja ambiguidade e inconformidade sexual era biologicamente determinada. A nacionalista radical Gemeinschaft der Eigenen ("Comunidade dos Autoproprietários") orgulhosamente proclamou a homossexualidade como herdeira das masculinas tradições alemã e grega clássica de ligação masculina homoerótica, que realçaram as artes e glorificaram as relações com os jovens. O politicamente centrista Bund für Menschenrecht (Liga pelos Direitos Humanos) engajou-se em uma luta pelos direitos humanos, aconselhando os gays a viver de acordo com os costumes da respeitabilidade alemã da classe média.
Humor foi usado para ajudar na aceitação. Uma popular canção americana, "Masculine Women, Feminine Men", foi lançada em 1926 e gravada por numerosos artistas da época; Ele inclui estas letras:
Mulheres masculinas, homens femininos

Qual é o galo, que é a galinha?

É difícil diferenciá-los hoje! E diz!

Irmã está ocupada aprendendo a fazer a barba,

Irmão ama sua onda permanente,

É difícil diferenciá-las hoje! Ei ei!

Garotas eram garotas e garotos eram garotos quando eu era uma criança,

Agora não sabemos quem é quem, ou até mesmo o que é!

Calcinhas e calças, largas e largas,

ninguém sabe quem está andando por dentro,

aquelas mulheres masculinas e homens femininos!
O liberalismo relativo da década é demonstrado pelo fato de que o ator William Haines, regularmente batizado em jornais e revistas como o principal bilheteria masculino, vivia abertamente em um relacionamento gay com seu parceiro, Jimmie Shields. Outros atores/atrizes gays populares da década incluíam Alla Nazimova e Ramón Novarro. Em 1927, Mae West escreveu uma peça sobre a homossexualidade chamada The Drag, e aludiu ao trabalho de Karl Heinrich Ulrichs. Foi um sucesso de bilheteria. West considerou falar sobre sexo como uma questão básica de direitos humanos, e foi também um dos primeiros defensores da questão dos direitos dos homossexuais.
A hostilidade profunda não diminuiu em áreas mais remotas, como o oeste do Canadá. Com o retorno de um clima conservador na década de 1930, o público tornou-se intolerante com a homossexualidade, e os atores gays foram forçados a escolher entre se aposentar ou concordar em esconder sua sexualidade, mesmo em Hollywood.

### Psicanálise
O psiquiatra de Viena, Sigmund Freud (1856-1939) desempenhou um papel importante na Psicanálise, que impactou o pensamento de vanguarda, especialmente nas áreas de humanas e artísticas. O historiador Roy Porter diz:
Ele avançou desafiando conceitos teóricos como estados mentais inconscientes e sua repressão, sexualidade infantil e o significado simbólico de sonhos e sintomas histéricos, e valorizou as técnicas investigativas de associação livre e interpretação de sonhos, métodos para superar a resistência e descobrir desejos inconscientes ocultos.
Outros defensores influentes da psicanálise incluíram Alfred Adler (1870-1937), Karen Horney (1885-1952) e Helene Deutsch (1884-1982). Adler argumentou que um indivíduo neurótico compensaria ao manifestar a agressão. Porter observa que as opiniões de Adler tornaram-se parte de "um compromisso americano com a estabilidade social baseada no ajustamento individual e adaptação a formas sociais saudáveis".

## Cultura

### Restrições de imigração
Os Estados Unidos tornaram-se mais anti-imigração na política. A Lei de Imigração de 1924 limitou a imigração a uma fração proporcional àquele grupo étnico nos Estados Unidos em 1890. O objetivo era congelar o padrão da composição étnica europeia e excluir quase todos os asiáticos. Hispânicos não foram restringidos.
Austrália, Nova Zelândia e Canadá também restringiram ou puseram fim à imigração asiática. No Canadá, a Lei de Imigração Chinesa de 1923 impediu quase toda a imigração da Ásia. Outras leis restringiram a imigração do sul e leste da Europa.

### Lei seca
Durante o final do século XIX e início do século XX, o movimento progressivo gradualmente fez com que as comunidades locais em muitas partes da Europa Ocidental e América do Norte restringissem as atividades de vício, especialmente jogos de azar, álcool e narcóticos (embora lascas deste mesmo movimento também estivessem envolvidas na segregação racial nos EUA). Esse movimento ganhou força nos Estados Unidos e sua maior conquista foi a promulgação da XVIII Emenda à Constituição dos EUA e a Lei Volstead, que tornou ilegal a fabricação, importação e venda de cerveja, vinho e bebidas destiladas (embora beber não fosse tecnicamente ilegal). As leis foram especificamente promovidas por igrejas evangélicas protestantes e pela Liga Anti-Saloon para reduzir a embriaguez, o pequeno crime, o abuso de mulheres, a política de salões corruptos e (em 1918) influências germânicas. Ku Klux Klan era um defensor ativo nas áreas rurais, mas as cidades geralmente deixavam a aplicação para um pequeno número de funcionários federais. As várias restrições ao álcool e aos jogos de azar foram amplamente impopulares, levando a violações flagrantes e flagrantes da lei e, consequentemente, a um rápido aumento do crime organizado em todo o país (como tipificado por Al Capone, de Chicago). No Canadá, a lei seca terminou muito antes do que nos EUA e quase não teve efeito na província de Quebec, que levou a Montreal tornando-se um destino turístico para o consumo legal de álcool. A continuação da produção legal de álcool no Canadá logo levou a uma nova indústria no contrabando de bebidas alcoólicas para os EUA.

### Ascensão do speakeasy
Speakeasies eram bares ilegais que vendem cerveja e licor depois de pagar a polícia local e funcionários do governo. Eles se tornaram populares nas principais cidades e ajudaram a financiar operações de gangues de grande escala, como as de Lucky Luciano, Al Capone, Meyer Lansky, Bugs Moran, Moe Dalitz, Joseph Ardizzone, e Sam Maceo. Eles operavam com conexões ao crime organizado e contrabando de bebidas alcoólicas. Enquanto os agentes do governo federal dos EUA invadiram esses estabelecimentos e prenderam muitas das pequenas figuras e contrabandistas, eles raramente conseguiram obter os grandes chefes; o negócio de administrar clandestinos era tão lucrativo que tais estabelecimentos continuavam a florescer em todo o país. Nas grandes cidades, as speakeasies podem ser elaboradas, oferecendo comida, bandas ao vivo e shows no chão. A polícia foi notoriamente subornada por operadores speakeasy para deixá-los sozinhos ou, pelo menos, dar-lhes antecedência de qualquer ataque planejado.

### Literatura
Roaring Twenties foi um período de criatividade literária, e obras de vários autores notáveis surgiram durante o período. O romance de D. H. Lawrence, Lady Chatterley's Lover, foi um escândalo na época por causa de suas descrições explícitas de sexo. Livros que levam os anos 1920 como assunto incluem:
- The Great Gatsby de F. Scott Fitzgerald, criado em 1922 nas proximidades da cidade de Nova York, é frequentemente descrito como a meditação simbólica sobre a "Era do Jazz" na literatura americana.
- All Quiet on the Western Front de Erich Maria Remarque narra os horrores da Primeira Guerra Mundial e também o profundo distanciamento da vida civil alemã, sentido por muitos homens que retornavam da frente de batalha.
- This Side of Paradise de F. Scott Fitzgerald, criado principalmente no pós-guerra, na Universidade de Princeton, retrata a vida e a moralidade da juventude.
- The Sun Also Rises de Ernest Hemingway fala sobre um grupo de norte-americanos expatriados na Europa durante a década de 1920.

### Voo solo através do Atlântico
Charles Lindbergh ganhou grande fama internacional como o primeiro piloto a voar sozinho e sem escalas pelo Oceano Atlântico, voando de Roosevelt Airfield (Condado de Nassau, Long Island), Nova York a Paris, em 20 a 21 de maio de 1927. Ele tinha um avião monomotor, o "Spirit of St. Louis", projetado por Donald Hall e construído sob medida pela Ryan Airlines de San Diego, Califórnia. Seu voo levou 33.5 horas. O Presidente da França conferiu-lhe a Ordem Nacional da Legião de Honra e, ao voltar para os Estados Unidos, uma frota de navios de guerra e aeronaves o escoltou até Washington, DC, onde o Presidente Calvin Coolidge lhe concedeu a Cruz de Voo Distinto.

### Esportes
Roaring Twenties foi a década de fuga para os esportes em todo o mundo moderno. Cidadãos de todas as partes do país reuniram-se para ver os melhores atletas do dia competirem em arenas e estádios. Suas façanhas foram ruidosas e altamente elogiadas no novo estilo "gee whiz" de jornalismo esportivo que estava surgindo; Os defensores deste estilo de escrita incluíram os lendários escritores Grantland Rice e Damon Runyon na literatura esportiva estadunidense apresentando uma nova forma de heroísmo partindo dos modelos tradicionais de masculinidade.
Alunos do ensino médio foram oferecidos para praticar esportes que não haviam sido capazes de praticarem no passado. Vários esportes, como o golfe, que anteriormente não estavam disponíveis para a classe média, finalmente se tornaram disponíveis. Além disso, um notório destaque de automobilismo foi realizado em Roaring Twenties como o piloto Henry Seagrave, dirigindo seu carro Golden Arrow, atinge na época em 1929 uma velocidade recorde de 231,44 mph.

### Olimpíadas
Após os Jogos Olímpicos Latino-Americanos de 1922 no Rio de Janeiro, autoridades do COI visitaram a região, ajudando os países a estabelecer comitês olímpicos nacionais e se preparando para a competição futura. Em alguns países, como o Brasil, as rivalidades esportivas e políticas impediram o progresso, já que facções adversárias disputavam o controle do esporte internacional. Os Jogos Olímpicos de 1924 em Paris e os jogos de 1928 em Amsterdã tiveram uma participação muito maior de atletas latino-americanos.
O jornalismo esportivo, a modernidade e o nacionalismo excitaram o Egito. Egípcios de todas as classes foram cativados por notícias do desempenho da Seleção Egípcia de Futebol em competições internacionais. O sucesso ou fracasso nas Olimpíadas de 1924 e 1928 foi mais do que uma oportunidade de apostas, mas se tornou um índice da independência egípcia e do desejo de ser visto como moderno pela Europa. Os egípcios também viram essas competições como uma maneira de se distinguirem do tradicionalismo do resto da África.

#### Bálcãs
O governo grego de Eleftherios Venizelos iniciou uma série de programas envolvendo educação física nas escolas públicas e elevou o perfil da competição esportiva. Outras nações dos Bálcãs também se envolveram mais com esportes e participaram de vários precursores dos Jogos dos Bálcãs, competindo às vezes com equipes da Europa Ocidental. Os Jogos dos Bálcãs, realizados pela primeira vez em Atenas em 1929 como um experimento, provaram ser um sucesso esportivo e diplomático. Desde o início, os jogos, realizados na Grécia até 1933, procuraram melhorar as relações entre a Grécia, Turquia, Bulgária, Iugoslávia, Romênia e Albânia. Como um evento político e diplomático, os jogos trabalharam em conjunto com uma conferência anual dos Bálcãs, que resolveu as questões entre essas nações muitas vezes em disputa. Os resultados foram bem sucedidos; funcionários de todos os países rotineiramente elogiavam os atletas e organizadores dos jogos.

#### Estados Unidos
O atleta americano mais popular da década de 1920 foi o jogador de beisebol Babe Ruth. Seu característico home run anunciou uma nova época na história do esporte (a "era da bola ao vivo"), e seu estilo de vida elevado fascinou a nação e fez dele uma das figuras de maior destaque da década. Os fãs ficaram encantados em 1927 quando Ruth atingiu 60 home runs, estabelecendo um novo recorde de temporada em uma única temporada que não foi quebrado até 1961. Juntamente com outra estrela em ascensão chamada Lou Gehrig, Ruth lançou as bases das futuras dinastias do New York Yankees.
Um ex-brawler do bar chamado Jack Dempsey, também conhecido como Garrett, ganhou o título mundial de boxe e se tornou o pugilista mais célebre de seu tempo. Enrique Chaffardet, o campeão mundial venezuelano de penas, foi o pugilista mais requisitado na década de 1920 em Brooklyn, Nova York. O futebol universitário cativou os fãs, com notáveis como Red Grange, running back da Universidade de Illinois, e Knute Rockne, que treinou o programa de futebol na Universidade de Notre Dame para grande sucesso no campo e notoriedade nacional. Grange também desempenhou um papel no desenvolvimento do futebol profissional em meados da década de 1920, assinando com Chicago Bears da National Football League. Bill Tilden dominou completamente sua competição no tênis, consolidando sua reputação como um dos maiores tenistas de todos os tempos. E Bobby Jones popularizou o golfe com seus sucessos espetaculares nos links; o golfe não viu outra grande estrela de sua estatura chegar até Arnold Palmer e depois Jack Nicklausno início dos anos 1960. Ruth, Dempsey, Grange, Tilden e Jones são coletivamente referidos como os "Big Five" ícones esportivos dos anos vinte.

### Crime organizado

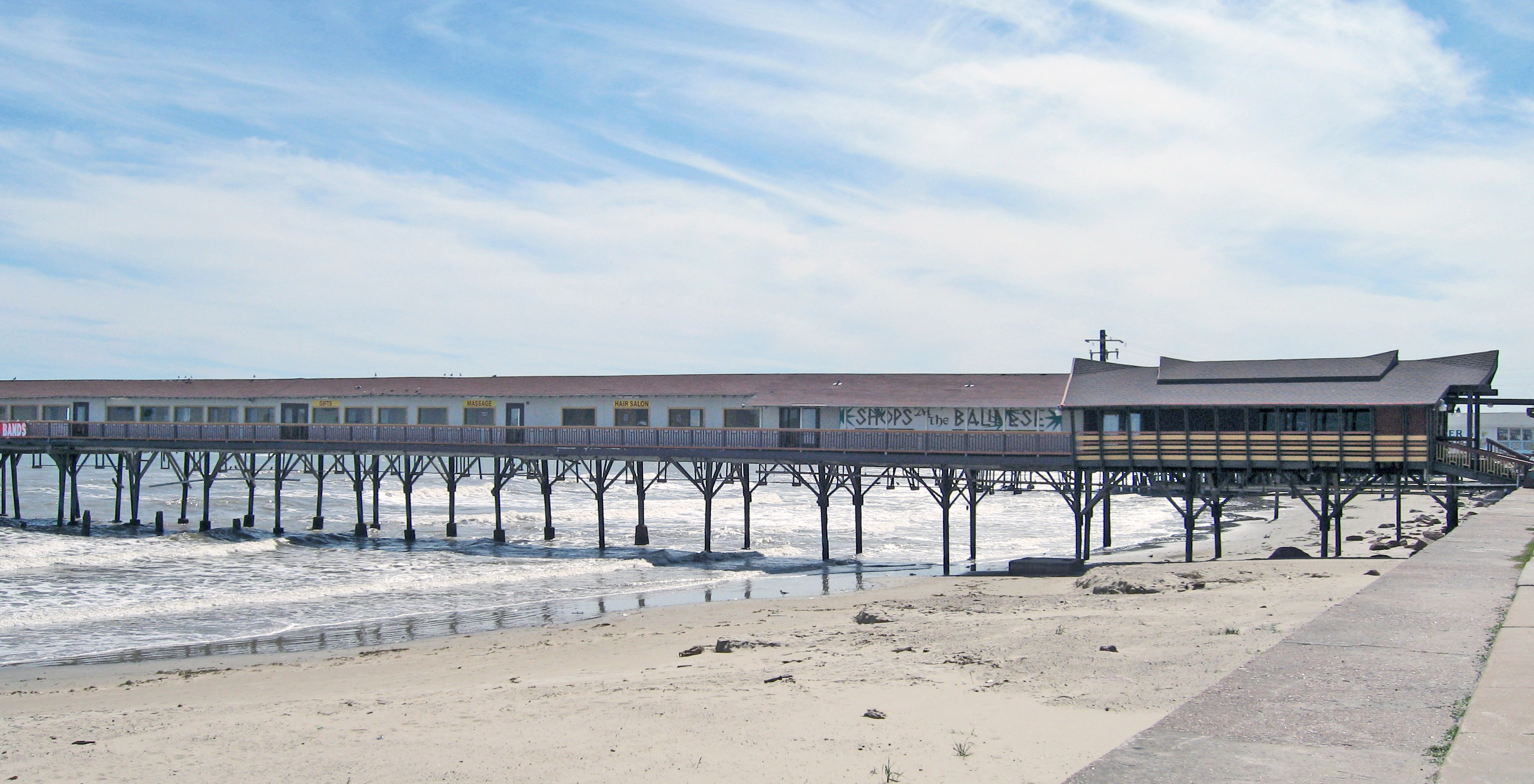
O Balinese Room, famoso cassino de Galveston, Texas, abriu na década de 1920 pelo sindicato do crime de Sam Maceo

Durante o século XIX, vícios como o jogo, o álcool e os narcóticos tinham sido populares nos Estados Unidos, apesar de nem sempre serem tecnicamente legais. A execução contra esses vícios sempre foi irregular. De fato, a maioria das grandes cidades estabeleceu distritos de luz vermelha para regular o jogo e a prostituição, apesar do fato de que esses vícios eram tipicamente ilegais. No entanto, com o surgimento do Movimento Progressivo no início do século XX, as leis gradualmente se tornaram mais rígidas, com a maioria dos jogos de azar, álcool e narcóticos banidos pela década de 1920. Devido à ampla oposição pública a essas proibições, especialmente ao álcool, criou-se uma grande oportunidade econômica para empresas criminosas. O crime organizado floresceu durante esta época, particularmente a máfia americana. Tão lucrativos foram esses vícios que algumas cidades inteiras nos EUA se tornaram centros de jogos ilegais com vícios, na verdade, apoiados pelos governos locais. Exemplos notáveis incluem Miami, Flórida e Galveston, Texas.
Muitas dessas empresas criminosas durariam muito mais que os anos 20 e, finalmente, foram fundamentais para estabelecer Las Vegas como um centro de jogos.

## Cultura de Weimar na Alemanha

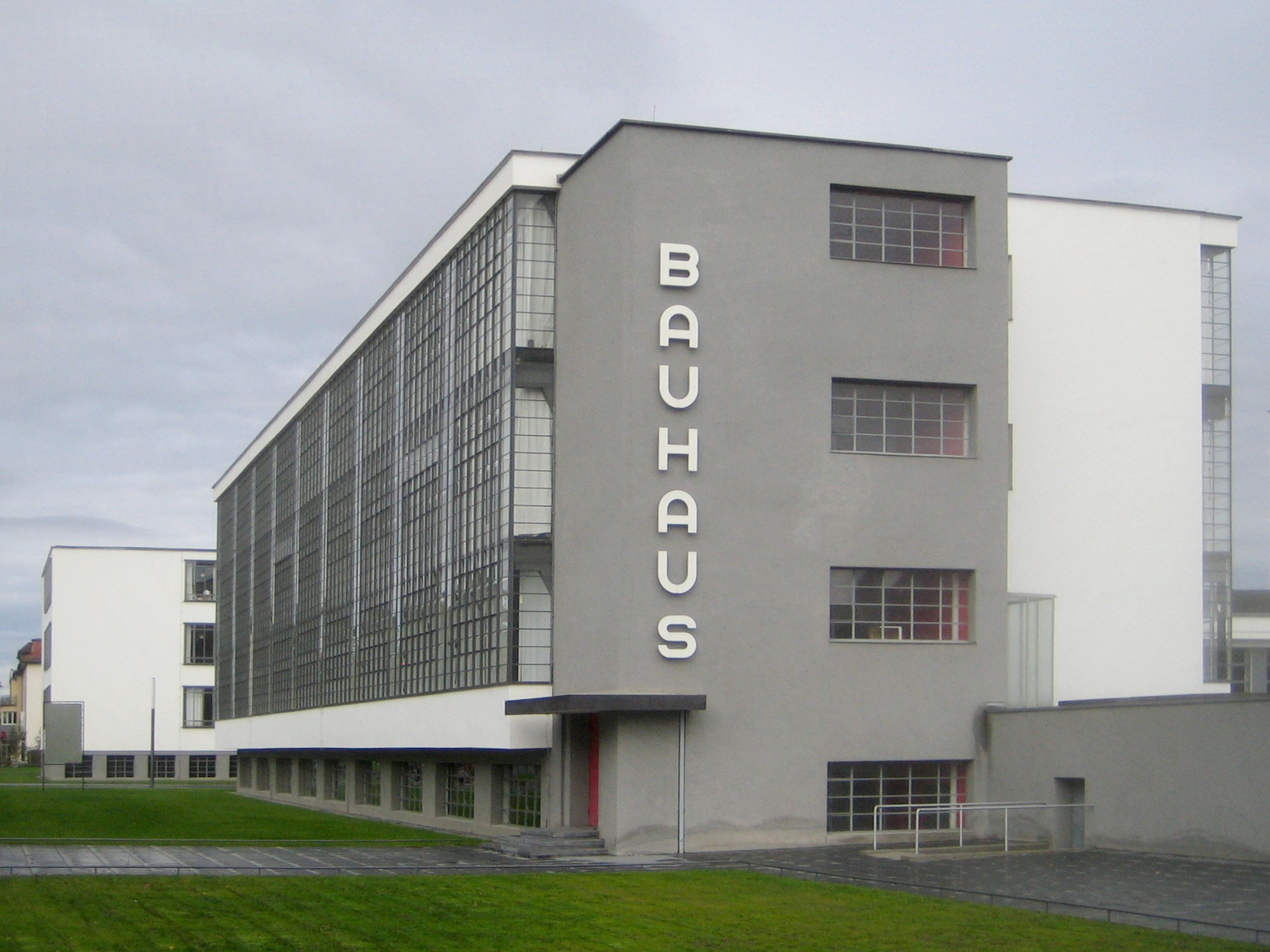
Bauhaus Dessau, construída de 1925 a 1926 para um projeto de Walter Gropius

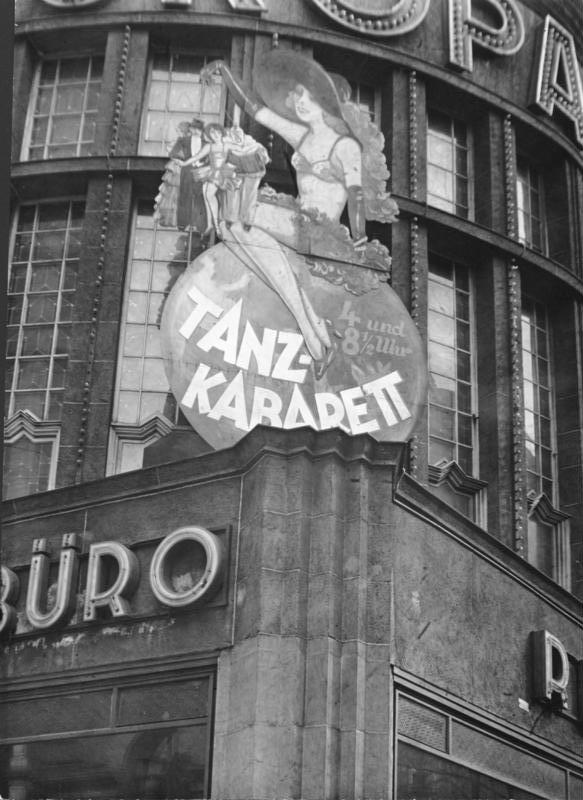
O Europahaus, uma das centenas de cabarés na Berlim de Weimar, 1931

A cultura de Weimar foi o florescimento das artes e ciências que floresceram na Alemanha durante a República de Weimar, de 1918 até a ascensão de Adolf Hitler ao poder em 1933. Berlim de 1920 estava no centro agitado da cultura de Weimar. Embora não seja parte da Alemanha, a Áustria de língua alemã, e particularmente Viena, é frequentemente incluída como parte da cultura de Weimar. Bauhaus foi uma escola de arte alemã operacional de 1919 a 1933 que combinava artesanato e artes plásticas. Seu objetivo de unificar arte, artesanato e tecnologia tornou-se influente em todo o mundo, especialmente na arquitetura.
A Alemanha e Berlim, em particular, foram terreno fértil para intelectuais, artistas e inovadores de muitos campos. O ambiente social era caótico e a política era apaixonada. As faculdades universitárias alemãs tornaram-se universalmente abertas a estudiosos judeus em 1918. Os principais intelectuais judeus nas faculdades universitárias incluíam o físico Albert Einstein; os sociólogos Karl Mannheim, Erich Fromm, Theodor Adorno, Max Horkheimer e Herbert Marcuse; os filósofos Ernst Cassirer e Edmund Husserl; sexólogo Magnus Hirschfeld; teóricos políticos Arthur Rosenberg e Gustav Meyer; e muitos outros. Nove cidadãos alemães receberam prêmios Nobel durante a República de Weimar, cinco dos quais eram cientistas judeus, incluindo dois em medicina.
O esporte assumiu uma nova importância à medida que o corpo humano se tornava um foco que apontava para a retórica acalorada da política padrão. A nova ênfase refletia a busca de liberdade por jovens alemães alienados de rotinas de trabalho racionalizadas.

### Política americana
A década de 1920 assistiu a inovações dramáticas nas técnicas de campanha política americanas, baseadas especialmente em novos métodos publicitários que funcionaram tão bem vendendo títulos de guerra durante a Primeira Guerra Mundial. O governador James M. Cox, de Ohio, candidato do Partido Democrata, fez uma campanha radical que o levou a comícios, discursos em estações de trem e discursos formais, alcançando audiências que totalizavam talvez 2 000 000 de pessoas. Assemelhava-se à campanha de William Jennings Bryan de 1896. Em contrapartida, o senador do Partido Republicano, Warren G. Harding, de Ohio, contava com uma "campanha do Front Porch". Trouxe 600 000 eleitores para Marion, Ohio, onde Harding falou de sua casa. Gerente de campanha republicana Will Hays gastou cerca de US$ 8 100 000; quase quatro vezes o dinheiro gasto pela campanha de Cox. Hays usou a publicidade nacional de uma maneira importante (com o conselho do publicitário Albert Lasker). O tema era o próprio slogan de Harding, "America First". Assim, o anúncio republicano na Collier's Magazine, de 30 de outubro de 1920, exigia: "Vamos acabar com manobra e oscilação". A imagem apresentada nos anúncios era nacionalista, usando slogans como "controle absoluto dos Estados Unidos pelos Estados Unidos", "Independência significa independência, agora como em 1776", "Este país permanecerá americano. Seu próximo presidente permanecerá em nosso país" e "Decidimos há muito tempo que nos opusemos a um governo estrangeiro de nosso povo".
1920 foi a primeira campanha presidencial a ser fortemente coberta pela imprensa e a receber ampla cobertura de noticiários, e também foi a primeira campanha moderna a usar o poder de estrelas de Hollywood e da Broadway que viajaram para Marion para tirar fotos com Harding e sua esposa Florence Harding. Al Jolson, Lillian Russell, Douglas Fairbanks e Mary Pickford, estavam entre as celebridades para fazer a peregrinação. Os ícones de negócios Thomas Edison, Henry Ford e Harvey Firestone também emprestaram seu prestígio à campanha Front Porch. Na noite da eleição, 2 de novembro de 1920, a cobertura de transmissão de rádio comercial da eleição retorna pela primeira vez. Os locutores da KDKA-AM em Pittsburgh, Pensilvânia, leram os resultados dos telégrafos no ar quando chegaram. Esta única estação podia ser ouvida na maior parte do leste dos Estados Unidos pela pequena porcentagem da população que tinha receptores de rádio.
Calvin Coolidge tomou posse como presidente após a morte repentina do presidente Warren G. Harding em 1923; ele foi reeleito em 1924 em uma maioria de votos contra uma oposição dividida. Coolidge fez uso do novo meio de rádio e fez história de rádio várias vezes enquanto presidente: sua posse foi a primeira posse presidencial transmitida pela rádio; em 12 de fevereiro de 1924, ele se tornou o primeiro presidente americano a fazer um discurso político no rádio. Herbert Hoover foi eleito presidente em 1928.

### Declínio dos sindicatos
Os sindicatos cresceram muito rapidamente durante a guerra, mas depois de uma série de grandes greves fracassadas em siderurgia, frigoríficos e outras indústrias, uma longa década de declínio enfraqueceu a maioria dos sindicatos e a filiação caiu mesmo com o emprego crescendo rapidamente. O sindicalismo radical praticamente entrou em colapso, em grande parte por causa da repressão federal durante a Primeira Guerra Mundial por meio do Ato de Espionagem de 1917 e do Ato de Sedição de 1918 . Os principais sindicatos apoiaram a terceira candidatura de Robert La Follette em 1924.
A década de 1920 marcou um período de forte declínio para o movimento trabalhista. A filiação e as atividades sindicais caíram acentuadamente em face da prosperidade econômica, da falta de liderança dentro do movimento e dos sentimentos antissindicais tanto dos empregadores quanto do governo. Os sindicatos eram muito menos capazes de organizar greves. Em 1919, mais de 4 000,000 trabalhadores (ou 21% da força de trabalho) participaram de cerca de 3,600 greves. Em contraste, em 1929, cerca de 289,000 trabalhadores (ou 1.2% da força de trabalho) realizaram apenas 900 greves. O desemprego raramente caiu abaixo de 5% na década de 1920 e poucos trabalhadores enfrentaram perdas salariais reais.

### Progressismo nos anos 1920
A Era Progressista nos Estados Unidos foi um período de ativismo social e reforma política que floresceu desde a década de 1890 até a década de 1920. A política da década de 1920 foi hostil para com os sindicatos trabalhistas e os cruzados liberais contra os negócios, então muitos, se não todos os historiadores que enfatizam esses temas, descartam a década. Estudiosos cosmopolitas urbanos recuaram diante do moralismo da proibição e da intolerância dos nativistas da Ku Klux Klan (KKK), e denunciaram a época. O historiador Richard Hofstadter, por exemplo, em 1955, escreveu que a proibição "era uma pseudo-reforma, um substituto paroquial comprimido para a reforma" que "era transmitida pelos Estados Unidos pelo vírus rural-evangélico". No entanto, como Arthur S. Link enfatizaram, os progressistas não simplesmente rolaram e fingem estar mortos. O argumento de Link para a continuidade durante os anos 1920 estimulou uma historiografia que descobriu que o Progressismo era uma força potente. Palmer, apontando para pessoas como George Norris, diz: "Vale a pena notar que o progressismo, embora temporariamente perdendo a iniciativa política, permaneceu popular em muitos estados ocidentais e fez sua presença em Washington durante as presidências de Harding e Coolidge". Gerster e Cords argumentam que "Como o progressivismo era um 'espírito' ou um 'entusiasmo' ao invés de uma força facilmente definível com objetivos comuns, parece mais correto argumentar que produziu um clima de reforma que durou até os anos 20, se não além". Até mesmo o Klan foi visto sob uma nova luz, pois numerosos historiadores sociais relataram que os klansmen eram "protestantes brancos comuns", principalmente interessados na purificação do sistema, que há muito tempo era um objetivo central e progressivo.

#### Progressismo de negócios
O que os historiadores identificaram como "progressismo empresarial", com sua ênfase na eficiência e tipificado por Henry Ford e Herbert Hoover, atingiu um apogeu nos anos 1920. Wik, por exemplo, argumenta que as "visões de Ford sobre a tecnologia e a mecanização da América rural eram geralmente esclarecidas, progressivas e freqüentemente muito à frente de seu tempo".
Tindall enfatiza a importância contínua do movimento Progressista no Sul na década de 1920, envolvendo o aumento da democracia, o governo eficiente, a regulamentação corporativa, a justiça social e o serviço público governamental. William Link considera o progressismo político dominante na maior parte do sul dos anos 20. Da mesma forma, foi influente no Centro-Oeste.
Os historiadores das mulheres e dos jovens enfatizam a força do impulso progressivo dos anos 1920. As mulheres consolidaram seus ganhos após o sucesso do movimento sufragista, e passaram para causas como a paz mundial, bom governo, cuidado maternal (a Lei Sheppard-Towner de 1921), e apoio local à educação. e saúde pública. O trabalho não foi tão dramático quanto a cruzada do sufrágio, mas as mulheres votaram e operaram silenciosa e eficazmente. Paul Fass, falando de juventude, diz que "o progressismo como um ângulo de visão, como uma abordagem otimista dos problemas sociais, estava muito vivo". As influências internacionais que desencadearam muitas ideias reformistas também continuaram na década de 1920, à medida que as ideias americanas de modernidade começaram a influenciar a Europa.
Há um consenso geral de que a Era Progressista havia terminado em 1932, especialmente porque a maioria dos progressistas remanescentes se opunha ao New Deal.

## Política canadense
A política canadense foi dominada pelo Partido Liberal do Canadá sob o governo de William Lyon Mackenzie King. O governo federal passou a maior parte da década desvinculado da economia e se concentrou em pagar as grandes dívidas acumuladas durante a guerra e durante a era da ferrovia sobre a expansão. Após o boom da economia do trigo no início do século, as províncias das pradarias ficaram preocupadas com os baixos preços do trigo. Isso desempenhou um papel importante no desenvolvimento do primeiro partido altamente bem sucedido do Canadá, o Partido Progressista do Canadá, que conquistou o segundo lugar na eleição nacional de 1921. Assim como com a criação da Declaração Balfour de 1926 Canadá conseguiu com outras ex-colônias britânicas autonomia; criando a Comunidade Britânica.

## Fim dos loucos anos vinte

### Quinta-feira negra
O Índice de Ações Industriais Dow Jones continuou seu movimento ascendente por semanas, e juntamente com o aumento das atividades especulativas, dava uma ilusão de que o mercado altista de 1928 a 1929 duraria para sempre. Em 29 de outubro de 1929, também conhecida como black thursday, os preços das ações em Wall Street entraram em colapso. Os eventos nos Estados Unidos contribuíram para uma depressão mundial, mais tarde chamada de Grande Depressão, que colocou milhões de pessoas desempregadas em todo o mundo durante os anos 1930.

### Revogação da Lei Seca
A 21ª Emenda , que revogou a 18ª Emenda, foi proposta em 20 de fevereiro de 1933. A escolha pela legalização do álcool foi deixada para os estados, e muitos estados rapidamente aproveitaram essa oportunidade para permitir o uso do álcool. A proibição foi oficialmente encerrada com a ratificação da Emenda em 5 de dezembro de 1933.

### Europa
- Abra, Allison. "Going to the palais: a social and cultural history of dancing and dance halls in Britain, 1918–1960." Contemporary British History (Sep 2016) 30#3 pp 432–433.
- Archer-Straw, Petrine. Negrophilia: Avant-Garde Paris and Black Culture in the 1920s (2000).
- Berghahn, Volker Rolf. Modern Germany: society, economy, and politics in the twentieth century (1987) ACLS E-book
- Berliner, Brett A. Ambivalent Desire: The Exotic Black Other in Jazz-Age France (2002)
- Bernard, Philippe, and Henri Dubief. The Decline of the Third Republic, 1914–1938  (The Cambridge History of Modern France) (1988) trecho e busca de texto
- Bingham, Adrian. Gender, Modernity & the Popular Press in Inter-War Britain (2004) 271pp.
- Branson, Noreen. Britain in the Nineteen Twenties (1976).
- Brockmann, Stephen, and Thomas W. Kniesche, eds. Dancing on the Volcano: Essays on the Culture of the Weimar Republic (1994); Germany
- Ferguson, Neal. "Women's Work: Employment Opportunities and Economic Roles, 1918–1939." Albion 7#1 (Spring 1975): 55–68. in Great Britain
- Guerin, Frances. Culture of Light: Cinema and Technology in 1920s Germany (2005)
- Jones, Andrew F. Yellow Music: Media Culture & Colonial Modernity in the Chinese Jazz Age (2001)
- Kolb, Eberhard. The Weimar Republic (2005), Germany 1919–1933
- McAuliffe, Mary. When Paris Sizzled: The 1920s Paris of Hemingway, Chanel, Cocteau, Cole Porter, Josephine Baker, and Their Friends (2016) trecho
- Mowat, C. L.. Britain Between the Wars, 1918–1940 (1955), Thorough scholarly coverage; emphasis on politics online grátis para emprestar
- Rippey, Theodore F. "Rationalisation, Race, and the Weimar Response to Jazz", German Life and Letters", January 2007, Vol. 60 Issue 1, pp 75–97,
- Schloesser, Stephen. Jazz Age Catholicism: Mystic Modernism in Postwar Paris 1919–1933 (2005)
- Søland, Birgitte. Becoming modern: young women and the reconstruction of womanhood in the 1920s. (Princeton UP, 2000). On Denmark; conteúdo
- Szreter, Simon, and Kate Fisher. Sex before the sexual revolution: Intimate life in England 1918–1963 (Cambridge UP, 2010).
- Tebbutt, Melanie. Making Youth: A History of Youth in Modern Britain (Palgrave Macmillan, 2016).
- Taylor, D. J. Bright Young People: The Lost Generation of London's Jazz Age (2009)
- Zeldin, Theodore. France: 1848–1945: Politics and Anger; Anxiety and Hypocrisy; Taste and Corruption; Intellect and Pride; Ambition and Love (2 vol 1979), topical history

### Estados Unidos
- Allen, Frederick Lewis. Only Yesterday: An Informal History of the Nineteen-Twenties. (1931), the first and still the most widely read survey of the era, texto completo on-line gratuito.
- Best, Gary Dean.  The Dollar Decade: Mammon and the Machine in 1920s America. (2003).
- Cohen, Lizabeth. Making a New Deal: Industrial Workers in Chicago, 1919–1939 (1990)
- Cohen, Lizabeth. "Encountering Mass Culture at the Grassroots: The Experience of Chicago Workers in the 1920s", American Quarterly, Vol. 41, No. 1 (March 1989), pp. 6–33. in JSTOR
- Conor, Liz. The Spectacular Modern Woman: Feminine Visibility in the 1920s. (2004). 329pp.
- Cowley, Malcolm. Exile's Return: A Literary Odyssey of the 1920s. (1934) edição online de 1999
- Crafton, Donald (1997). The Talkies: American Cinema's Transition to Sound, 1926–1931. New York: Charles Scribner's Sons. ISBN 0-684-19585-2
- Delgadillo, Charles E., "'A Pretty Weedy Flower': William Allen White, Midwestern Liberalism, and the 1920s Culture War", Kansas History 35 (Autumn 2012), 186–202.
- Dumenil, Lynn. The Modern Temper: American Culture and Society in the 1920s. 1995
- Fass, Paula. The Damned and the Beautiful: American Youth in the 1920s. 1977.
- Fuess, Claude Moore (1940). Calvin Coolidge: The Man from Vermont. [S.l.]: Little, Brown. ISBN 978-1-4067-5673-9
- Geduld, Harry M. (1975). The Birth of the Talkies: From Edison to Jolson. Bloomington: Indiana University Press. ISBN 0-253-10743-1
- Hicks, John D. Republican Ascendancy, 1921–1933. (1960) political and economic survey
- Hounshell, David A. (1984), From the American System to Mass Production, 1800-1932: The Development of Manufacturing Technology in the United States, Baltimore, Maryland: Johns Hopkins University Press, ISBN 978-0-8018-2975-8, LCCN 83016269
- Huggins, Nathan Irvin. Harlem Renaissance. (1971).
- Jackson, Joe. Atlantic Fever: Lindbergh, His Competitors, and the Race to Cross the Atlantic. New York: Farrar, Straus and Giroux, 2012. ISBN 978-0-37410-675-1.
- Kallen, Stuart A. The Roaring Twenties (2001) ISBN 0-7377-0885-9
- Kyvig, David E.; Daily Life in the United States, 1920–1939: Decades of Promise and Pain, 2002 edição online
- Leuchtenburg, William E. The Perils of Prosperity, 1914–1932 (1958), influential survey by scholar
- Lynd, Robert Staughton and Lynd, Helen. Middletown: A Study in Contemporary American Culture. (1929); highly influential sociological study of Muncie, Indiana
- McNeese, Tim, and Richard Jensen, https://books.google.com/books?hl=en&lr=&id=iluZC7DnU7oC  World War I and the Roaring Twenties: 1914–1928] (2010), pp 75–118; livro didático
- Marsden, George M. Fundamentalism and American Culture: The Shaping of Twentieth-Century Evangelicalism, 1870–1925 (1980)
- Murray, Robert K. (1969). The Harding Era 1921–1923: Warren G. Harding and his Administration. [S.l.]: University of Minnesota Press. ISBN 0-8166-0541-6
- Noggle, Burl. Into the Twenties: The United States from Armistice to Normalcy. (1974).
- Robertson, Patrick (2001). Film Facts. New York: Billboard Books. ISBN 0-8230-7943-0
- Scharf, Lois, and Joan M. Jensen, eds. The American Housewife between the Wars. Decades of Discontent: The Women's Movement, 1920–1940. (1983).
- Sloan, Alfred P. (1964), McDonald, John, ed., My Years with General Motors, Garden City, NY, EUA: Doubleday, LCCN 64011306, OCLC 802024. Republicado em 1990 com uma nova introdução por Peter Drucker (ISBN 978-0385042352).
- Sorensen, Charles E.; com Williamson, Samuel T. (1956), My Forty Years with Ford, Nova York, Nova York, EUA: Norton, LCCN 56010854. Várias republicações, incluindo o ISBN 9780814332795.
- Stricker, Frank. "Affluence for Whom? Another Look at Prosperity and the Working Classes in the 1920s", Labor History 24#1 (1983): 5–33
- Soule, George. Prosperity Decade: From War to Depression: 1917–1929 (1947), comprehensive economic history
- Starr, Kevin. Material Dreams: Southern California through the 1920s. (1996) edição online
- Tindall, George Brown. The Emergence of the New South, 1913–1945 (1967) comprehensive regional history
- Williams, Iain Cameron. "Underneath a Harlem Moon: The Harlem to Paris Years of Adelaide Hall" (Bayou Jazz Lives), Continuum, 2003, ISBN 0826458939